# Věra Menčíková
Věra Menčíková (anglicky Vera Menchik, provdaná Vera Menchik-Stevenson, rusky Вера Францевна Менчик; 16. února 1906, Moskva – 26. června 1944, Londýn) byla československo-britská šachistka, první mistryně světa v letech 1927–1944. Titul obhájila na celkem osmi turnajích, zároveň jej k roku 2024 ze všech mistryň světa udržela nejdéle. Byla první hráčkou, která se pravidelně utkávala s mužskou konkurencí na mezinárodních turnajích, ve své době zároveň jako jediná. 
Menčíková se narodila v Moskvě v roce 1906, její otec byl Čech, matka Angličanka. Šachy se naučila hrát v devíti letech, závodně začala hrát ve svých čtrnácti. V důsledku událostí po říjnové revoluci se s matkou a sestrou v roce 1921 přestěhovala do Anglie, kde se v roce 1923 přidala do šachového klubu v Hastingsu. Zde se jejím trenérem stal maďarský mistr Géza Maróczy. Již v roce 1925 byla mezi ženami v Anglii nejlepší, když v zápase porazila tehdejší šampionku Edith Priceovou. V roce 1927 pak na turnaji v Londýně získala titul mistryně světa. 
Následně se Menčíková pravidelně začala účastnit turnajů mistrovské úrovně, ve kterých hráli téměř výhradně muži. V roce 1929 skončila s Akibou Rubinsteinem na turnaji v Ramsgate na děleném druhém místě, poté získávala pozvánky na různé mezinárodní turnaje, včetně vánočního turnaje v Hastingsu. Zde skončila nejlépe pátá na přelomu let 1931 a 1932, v turnaji porazila například budoucího mistra světa Maxe Euweho nebo britsko-pákistánského šampiona Sultana Khana. Zúčastnila se také například mezinárodních turnajů v Karlových Varech, Moskvě nebo v Mariboru. Byla aktivní až do své smrti v červnu 1944, kdy raketa V-1 nacistické Luftwaffe zasáhla její dům v Londýně.
V předválečném období Menčíková v ženském šachu neměla konkurentky, na mistrovství světa zvítězila celkem 59krát za sebou. Je považována za hráčku úrovně mezinárodního mistra (IM). Hráči, které Menčíková porazila, se stávali členy neoficiálního Klubu Věry Menčíkové. Na její počest Mezinárodní šachová federace vyhlásila rok 1994 Rokem Věry Menčíkové, zároveň se od roku 1957 na šachové olympiádě hráčkám vítěznému týmu uděluje Pohár Věry Menčíkové.

## Mládí a původ

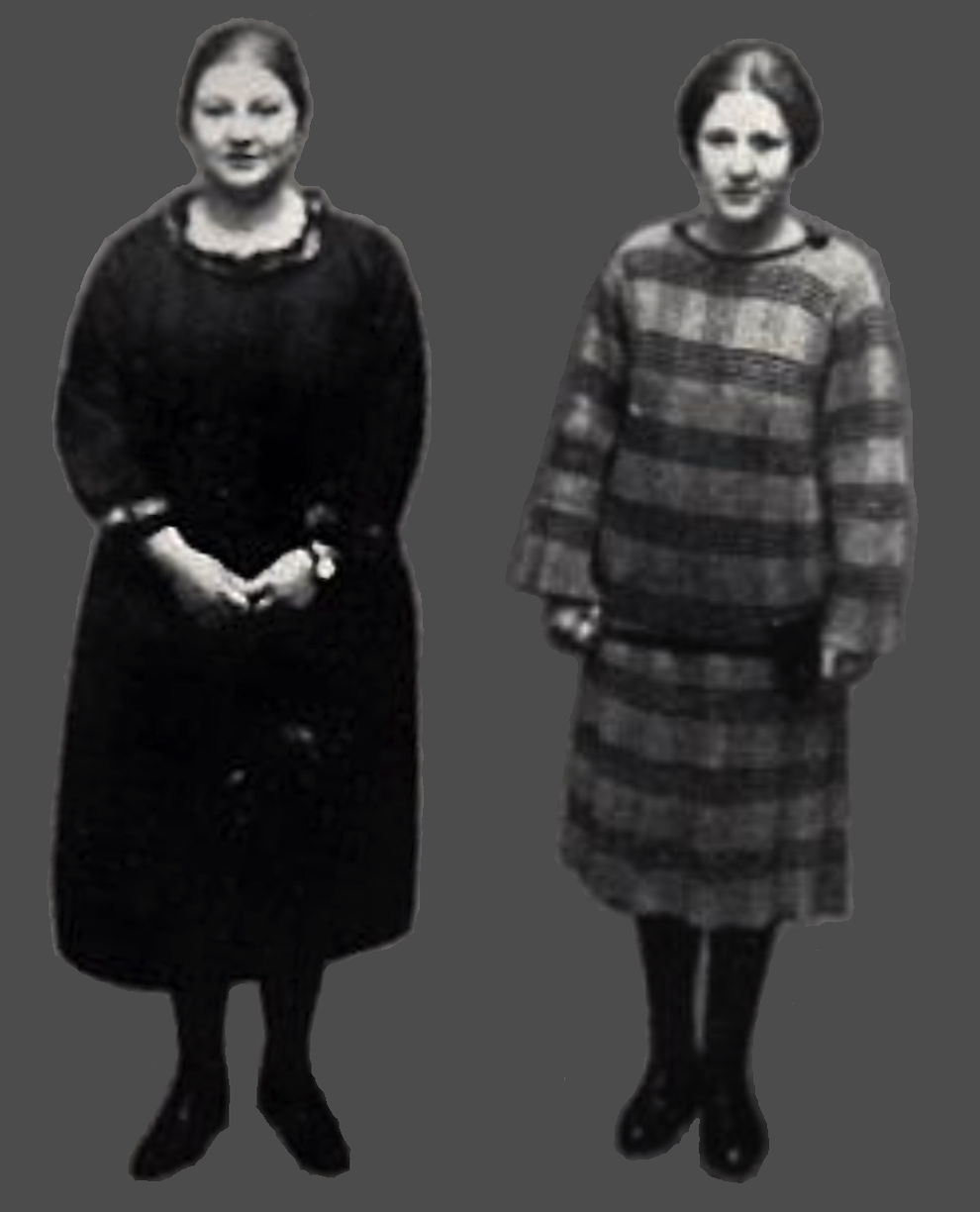
Věra Menčíková (vlevo) se sestrou Olgou v roce 1926 (British Chess Magazine)

Věra Menčíková se narodila dne 16. února 1906 v Moskvě. Jejími rodiči byli Angličanka Olga (rozená Illingworth) a Čech František Menčík. Otec pocházel z Bystré nad Jizerou na Semilsku, byl jedním z dvanácti dětí Anny (rozené Prášilové) a rolníka Josefa Menčíkových. Do Ruska se z Čech přestěhoval za prací v roce 1904 na pozvání svého strýce Josefa Prášila mladšího, který v Rusku vlastnil textilní závod, mlýn a výrobnu škrobu. Menčík se v ní zpočátku živil jako mechanik. Děd Věry Menčíkové z matčiny strany Arthur v Rusku pracoval v bavlnářství.
Menčíková měla o dva roky mladší sestru Olgu, která byla také šachistkou. Matka Olga pracovala jako guvernantka v ruské šlechtické rodině, otec byl správcem majetku téže rodiny. Později také vlastnil mlýn. Rodina Menčíkových žila nad poměry ve velkém šestipokojovém bytě v Moskvě.
Šachy Věru Menčíkovou naučil hrát v jejích devíti letech otec. Říjnová revoluce v roce 1917 znamenala pro rodinu výrazné změny. Menčíkovi byli nuceni sdílet část svého bytu s chudými nájemníky a sovětský režim jim zabavil rodinný mlýn. Věra ze soukromé školy přestoupila na sovětskou státní školu, kde se přidala do tamního šachového kroužku. Zde se také ve svých 14 letech zúčastnila svého prvního šachového turnaje. Turnaj, jehož se zúčastnili i kantoři, nebyl dohrán, Menčíkové by ale patřilo druhé nebo třetí místo. Turnaje se Menčíková jako dívka zúčastnila jediná. Později uvedla, že účast na tomto turnaji „zrodila jejího sportovního ducha“. Na podzim roku 1921 se rodina rozhodla Rusko opustit. Po uklidnění politických poměrů se však chtěla vrátit. Věra se společně se sestrou a matkou přestěhovaly do anglického pobřežního města Hastings, kde žily společně s babičkou Marií. Otec František se do Anglie stěhovat nechtěl, proto se vrátil do rodné Bystré. Rodina se však chtěla, jakmile by to politické poměry v Rusku umožnily, v zemi znovu spojit.
V této době Menčíková neuměla anglicky, mluvila pouze rusky. Vzhledem k tomu, že k hraní šachů přílišnou znalost angličtiny nepotřebovala, se v této době začala na hru více zaměřovat. V březnu 1923 se po více než roce váhání ve svých 17 letech přidala do renomovaného Hastingského šachového klubu, kde se každoročně konal mezinárodní šachový turnaj s účastí světové šachové špičky. V klubu ji nejprve trénoval místní šampion James Drewitt, později začala docházet na soukromé lekce s maďarským šachistou a později velmistrem Gézou Maróczym. Jako jeho žákyně byla Menčíková podle šachistky a spisovatelky Jennifer Shahade ve své době jednou z malá šachistek, které hru vážně studovaly. Poté, co se na začátku roku 1924 Maróczy přestěhoval do Spojených států, se jejím trenérem stal opět James Drewitt. Ačkoliv s Maróczym trénovala jen krátce, Menčíková později uvedla, že ji Maróczy inspiroval k tomu, aby se pokusila šachy hrát na vyšší úrovni.

## Šachová kariéra

### 1923–27: Rivalita sEdith Priceovou a zisk titulu mistryně světa

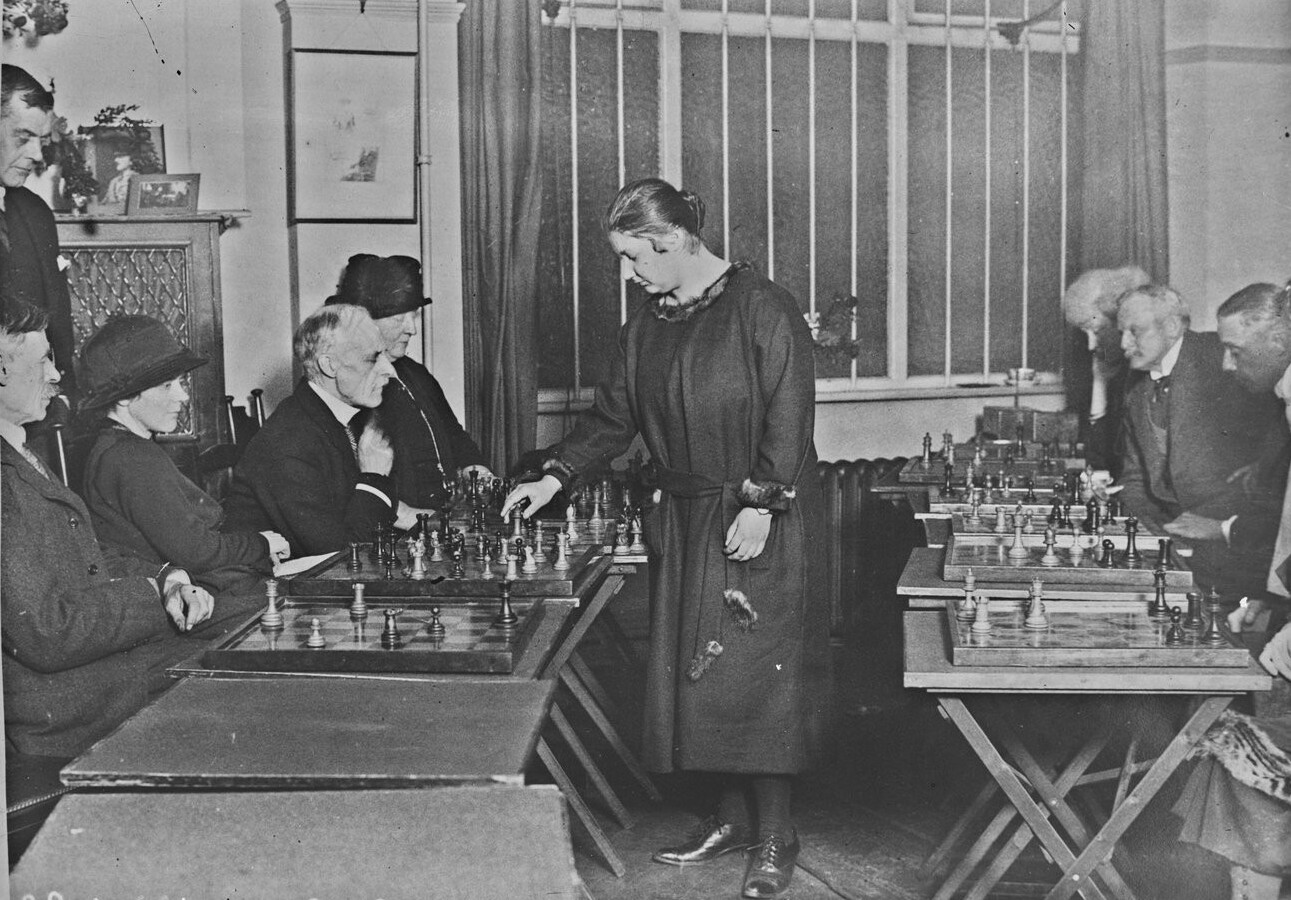
Menčíková v roce 1926 hrající simultánku proti třinácti soupeřům poté, co vyhrála londýnský dívčí šachový šampionát. V simultánce devětkrát zvítězila, dvakrát remizovala a dvakrát prohrála.

Šachových soutěží se Menčíková pravidelně začala účastnit po pár měsících členství v šachovém klubu v Hastingsu. Jednou z těchto soutěží byl zápas členek klubu proti třetiligovému mužskému týmu klubu. Klub poprvé reprezentovala na Sexton Cup v červnu 1923. Tehdy hrála na poslední 28. šachovnici. V září téhož roku odehrála na 39. šachové desce z 60 zápas za hrabství Východní Sussex. Na konci roku se zúčastnila první třídy A turnaje v Hastingsu, což byla třetí nejvyšší kategorie turnaje. Na tomto turnaji skončila Menčíková z deseti hráčů na děleném sedmém místě, získala 3,5 bodů z devíti. V jedné z partií remizovala s tehdy úřadující britskou ženskou šachovou šampionkou Edith Priceovou.
V následujících letech se Menčíková a Priceová utkávaly pravidelně. Na turnaji v Hastingsu na konci roku 1924 se setkaly v play-off první třídy, jelikož obě skončily ve svých sekcích na druhém místě. Partie, která měla rozhodnout o nejlepší ženě turnaje, však skončila remízou. Následně Priceová vyzvala Menčíkovou k vzájemnému zápasu. První z nich se odehrál v dubnu, druhý v červnu roku 1925. Oba ze zápasů vyhrála Menčíková poměrem 3–2. V prvním z nich dvakrát zvítězila, dvakrát remizovala a jednou prohrála, ve druhém třikrát zvítězila a dvakrát prohrála. Těmito vítězstvími se tak Menčíková stala nejlepší ženskou hráčkou v Anglii. Britského šachového šampionátu se ale účastnit nemohla, jelikož neměla britské občanství. V srpnu roku 1925 skončila na turnaji ve Stratfordu za Sirem Georgem Thomasem na druhém místě, když získala 8 bodů z 11. Thomase zde porazila a získala výhru osmi liber. V tomto roce ji také šachová asociace hrabství formálně uznala hráčkou první třídy. V šachovém přeboru hrabství se v tomto roce dostala do semifinále. Na přelomu let 1925 a 1926 opět hrála na turnaji v Hastingsu, poprvé ale v sekci Major (druhá nejsilnější sekce turnaje), a to historicky jako první žena v této sekci vůbec. Na turnaji skončila se třemi body z devíti partií na děleném posledním 7.–10. místě. Podařilo se jí čtyřikrát remizovat a jednou vyhrát, přičemž remizovala se čtyřmi z pěti hráčů, kteří skončili na 2.–6. místě.
Do pozornosti médií se Menčíková dostala po dvou vítězstvích na londýnském dívčím šachovém šampionátu (první a druhý ročník), kde v roce 1926, resp. 1927 získala plný počet bodů. Zahajovacího ceremoniálu prvního ročníku šampionátu se zúčastnilo přes 30 fotografů-novinářů, jejichž předmětem zájmů byla zejména Menčíková. Po ukončení turnaje v simultánce v Imperial Chess Club porazila devět svých soupeřů, se dvěma remizovala a se dvěma prohrála. Zpráva o tomto utkání byla zároveň poprvé, kdy se Menčíkové věnoval český tisk (František Josef Prokop). V roce 1926 za svůj klub v zápasech družstev odehrála celkem tři partie, přičemž dvě vyhrála a jednu remizovala. Na přelomu let 1926 a 1927 získala v sekci Major Reserve (třetí nejvyšší třída turnaje) turnaje v Hastingsu své první vítězství na významném šachovém turnaji. Z devíti partií prohrála jednu, vyhrála pět a tři remizovala. S výsledkem 6,5 bodů tak skončila společně se Stuartem-Milnerem Barrym, budoucím kryptoanalytikem pracujícím na dešifrování zpráv Enigmy, na děleném prvním místě. Na témže turnaji v roce 1927 skončila se třemi výhrami a jednou remízou na sedmém místě. Podle šachového novináře Johna Saunderse bylo startovní pole této sekce turnaje velmi silné, výkon Menčíkové označil za „poměrně dobrý“. Výhra Menčíkové proti Abrahamu Baratzovi na tomto turnaji je považována za její první výhru proti známému šachovému mistrovi.
Jejím největším úspěchem v tomto období byl zisk titulu mistryně světa v roce 1927. Tento titul získala Menčíková, které tehdy bylo 21 let, na turnaji žen pořádaném mezi 18. a 30. červencem v rámci první šachové olympiády v Londýně. Z celkem 12 hráček z osmi evropských zemí Menčíková deset soupeřek porazila, remizovala pouze s Edith Michellovou, a s 10,5 body z 11 turnaj vyhrála. Organizátoři turnaje později přesvědčili Mezinárodní šachovou federaci (FIDE), aby vítězku turnaje zpětně označili za mistryni světa. K zisku titulu Menčíkové v ostravském deníku Morgenzeitung und Handelsblatt československý šachista Richard Réti 20. září 1927 napsal: „Tento titul vytvořil poslední kongres Světové šachové federace v Londýně a udělil jej vítězce tamější dámského turnaje, slečně Věře Menčíkové. Zdá se sporným, bylo-li ze šachového hlediska smysluplné zavádět podobný titul. V tělesných sportech je patrně oprávněné zavádět dámská mistrovství světa [...]. V šachu nás ale zajímá pouze výkon, a partie, která nepůsobí obsažností svých myšlenek, není o nic zajímavější jen proto, že ji sehrála dáma. Z jiného hlediska může ovšem mít titul dámské mistryně světa význam. Snad přispěje k tomu, že se ženy budou nyní více podílet na šachovém životě než doposud. [...]“

### 1928–29: První turnaje smistry a úspěch vRamsgate
V roce 1928 se Menčíková začala účastnit turnajů mistrovské úrovně. Prvním z nich byl pořádaný od 26. května do 2. června 1928 ve Scarborough. Zde skončila v nejvyšší sekci Premier na děleném sedmém z deseti míst, když získala 4,5 bodu z devíti. Podle autora životopisu Menčíkové, šachového spisovatele Tannera, tak dokázala, že může v nejvyšších sekcích soutěžit. Podle šachového historika Jana Kalendovského byl pro Menčíkovou tento turnaj důležitým kariérním mezníkem. Tehdejší mistr světa Alexandr Aljechin v souvislosti s tímto turnajem o Menčíkové prohlásil, že „[Menčíková] je bezpochyby fenoménem, její vítězství proti Fredu Yatesovi v prvním kole bude historickým“. V červenci skončila na turnaji Major Open pořádaném společně s britským šachovým šampionátem v Tenby na šestém místě. V témže roce se Menčíková poprvé na Hastingském šachovém turnaji zúčastnila druhé nejvyšší sekce (Premier Reserve). Dělila se zde o předposlední místo, zvítězila ale například v oceňované partii s českým mistrem Josefem Rejfířem. V následujících ročnících turnaje hrála pravidelně až do roku 1937 v nejvyšší sekci Premier.
| „Po 15 kolech je jisté, že [Menčíková] je absolutní výjimkou mezi ženami. Je vysoce šachově nadaná a při další práci a sbírání zkušeností v turnajích se jí určitě podaří proniknout na prvotřídní mezinárodní úroveň. Věra Menčíková již dosáhla svých tří bodů proti nesporně silným mistrům, ale málo se ví, že také dosáhla kvalitnějších pozic ve hře proti Euwemu, Trejbalovi, Collemu a dr. Vidmarovi. Dr. Vidmarem byla poražena až po devíti hodinách hry. Svět šachu má povinnost pomoci jí všemi prostředky k dalšímu rozvoji.“ |
| Mistr světa Alexandr Aljechin po turnaji v Karlových Varech v The New York Times, 25. srpna 1929 |

V roce 1929 Menčíková zaznamenala velký úspěch na týmové soutěži v Ramsgate, kde hrála společně se šesti dalšími cizinci proti týmu britských hráčů. Jejími spoluhráči byli například bývalý mistr světa José Raúl Capablanca nebo její bývalý trenér Maróczy; britský tým reprezentovali například Sir George Thomas nebo Fred Yates. Menčíková na tomto turnaji jedinkrát neprohrála, ze sedmi partií tři vyhrála a čtyři remizovala. Ze všech hráčů tak skončila společně s Akibou Rubinsteinem na děleném druhém místě, půl bodu za Capablancou a půl bodu před Maróczym. Tým „cizinců“ zápas s přehledem vyhrál. Po velmi zdařilém výkonu, kterým se Menčíková dostala do širšího povědomí šachové obce, začala Menčíková dostávat pozvánky na větší mezinárodní šachové turnaje. Prvním z nich byl turnaj v červnu roku 1929 v Paříži, kde Menčíková skončila se třemi z jedenácti bodů předposlední. První skončil Savielly Tartakower. Na šachovém turnaji v Karlových Varech v srpnu téhož roku skončila se třemi z 21 partií na posledním místě. Ačkoliv se na těchto dvou turnajích, jichž se zúčastnila světová šachová špička, Menčíkové příliš nedařilo, porazila Edgarda Colleho (v Paříži), Alberta Beckera a Friedricha Sämische (oba v Karlových Varech). Sämisch v roce 1950 zpětně obdržel titul velmistra. Alberta Beckera porazila Menčíková poté, co Becker žertovně navrhl, aby šachisté, které Menčíková porazí, utvořili „klub Věry Menčíkové“ (viz níže). Jako cenu za tuto partii Menčíková obdržela starovídeňský čajový servis. Po skončení turnaje mistr světa Aljechin, který se turnaje zúčastnil jako novinář, přes nízký výsledek o Menčíkové zopakoval, že má talent a potenciál se zlepšovat. Menčíková zároveň v Československu navštívila svého otce a při této příležitosti v hotelu Okresní dům v Semilech odehrála simultánku. Všech devět soupeřů porazila. Na přelomu září a října skončila Menčíková na turnaji v Barceloně z patnácti hráčů osmá. Těsně tak získala jednu z cen pro osm nejlepších. Turnaj vyhrál Capablanca.

### 1930–32: Dvě obhajoby titulu mistryně světa, dvě vítězství proti Euwemu

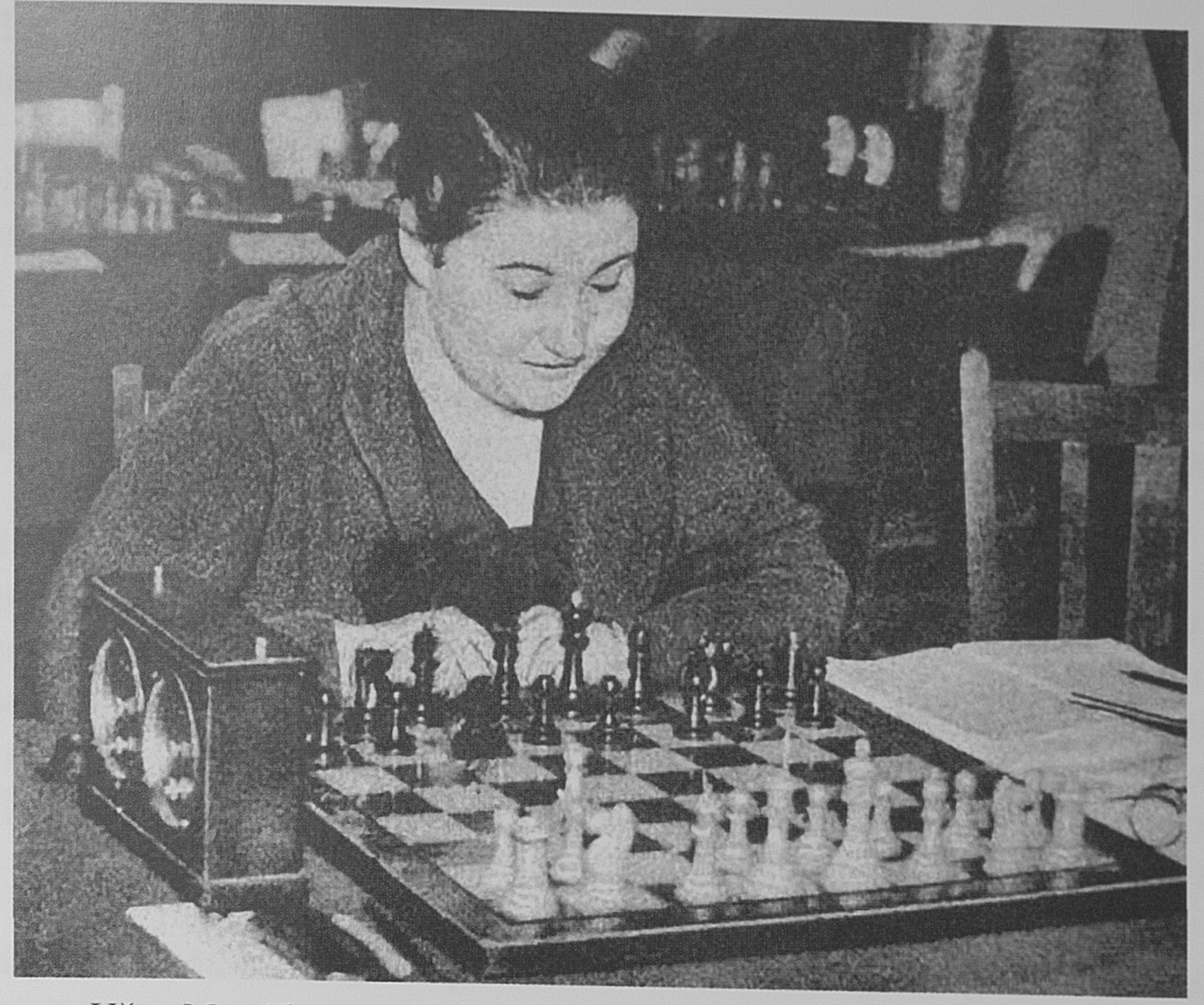
Věra Menčíková za šachovnicí na turnaji o titul mistryně světa v Praze v roce 1931, v rámci 4. šachové olympiády.

Na šachových olympiádách v Hamburku (1930) a Praze (1931) Věra Menčíková obhájila titul mistryně světa v šachu. Na obou turnajích se utkala systémem dvakrát každý s každým se čtyřmi stejnými soupeřkami. V Hamburku remizovala s Paulou Wolf-Kalmarovou a prohrála s celkově třetí Wally Henschelovou, celkově tak získala 6,5 bodu z osmi. Menčíkové prohra na tomto turnaji byla její jedinou prohranou partií na jakémkoliv z mistrovství světa žen. V Praze vyhrála všech osm partií. V Národním domě na Smíchově také odehrála simultánku, všech svých 40 soupeřek porazila. Své perfektní skóre na mistrovství světa si Menčíková udržela následující tři šampionáty po sobě, na těchto turnajích tedy neprohrála ani jednu z celkových 45 partií.
Na počátku třicátých let zaznamenala Menčíková své nejlepší výsledky na turnaji v Hastingsu. Zde na přelomu let 1930 a 1931 jako jediná porazila vítěze turnaje Maxe Euweho, v té době jednoho z nejlepších hráčů na světě a mistra světa od roku 1935. Vítězství Menčíkové proti Euwemu zaznamenalo mnoho novinářů z velké části světa. Se třemi body Menčíková na turnaji skončila na děleném osmém místě. Na dalším ročníku turnaje se opět utkala s Euwem, a opět jej porazila. Porazila i trojnásobného britského šampiona Sultana Khana, který na turnaji skončil čtvrtý. Tento ročník turnaje pro Menčíkovou skončil jejím nejlepším výsledkem v Hastingsu vůbec, když se čtyřmi z devíti bodů skončila z deseti hráčů na děleném pátém místě. O rok později v Hastingsu skončila na děleném šestém místě.
Většiny svých velkých úspěchů na počátku 30. let dosáhla Menčíková v Anglii. V lednu 1930 se stala přeborkyní Hastingského šachového klubu. O rok později zvítězila v sekci Major Open na britském šachovém šampionátu, kterého se stále kvůli absenci britského občanství nemohla zúčastnit. Tento turnaj se silnou účastí vyhrála bez porážky s devíti body z jedenácti, bod před druhým Edwardem Jacksonem. Toto vítězství je v kariéře Menčíkové považováno za jedno z nejvýznamnějších. Porazila zde například Harryho Golombeka nebo právě Jacksona. V roce 1931 také odehrála celkem devět zápasů za různé kluby, z nich pět vyhrála a jeden remizovala. Na turnaji v Londýně v únoru 1932 skončila z dvanácti hráčů osmá, skončila tak před všemi ostatními anglickými hráči. Dále se umístila pátá na turnaji v Cambridge či druhá na turnaji Major Open na kongresu Britské šachové federace.

### 1933–37: Dva zápasy se Sonjou Grafovou a úspěch na turnaji v Mariboru

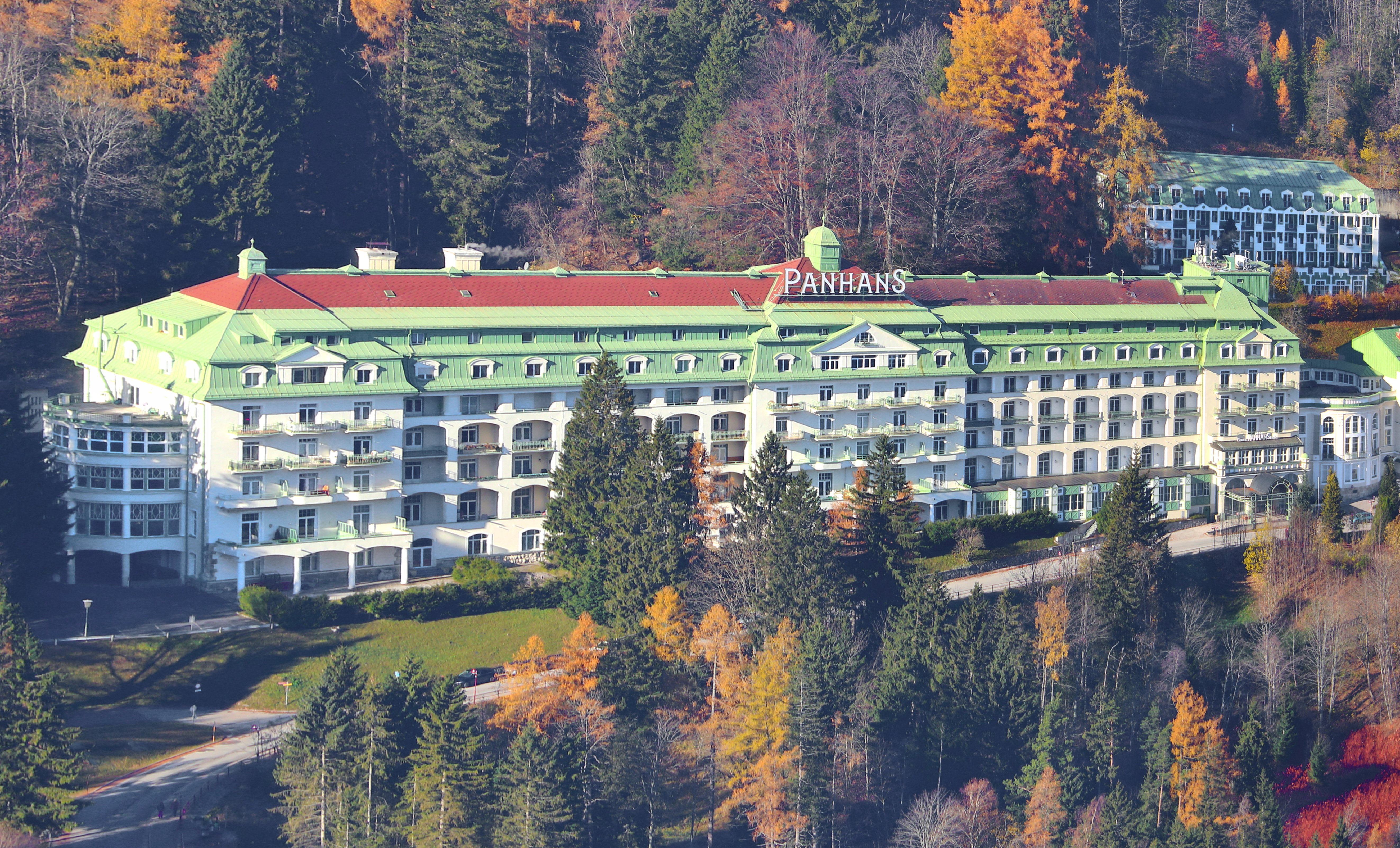
Grand Hotel Panhans, místo konání zápasu o titul mistryně světa v roce 1937, kde se utkaly Menčíková a Grafová

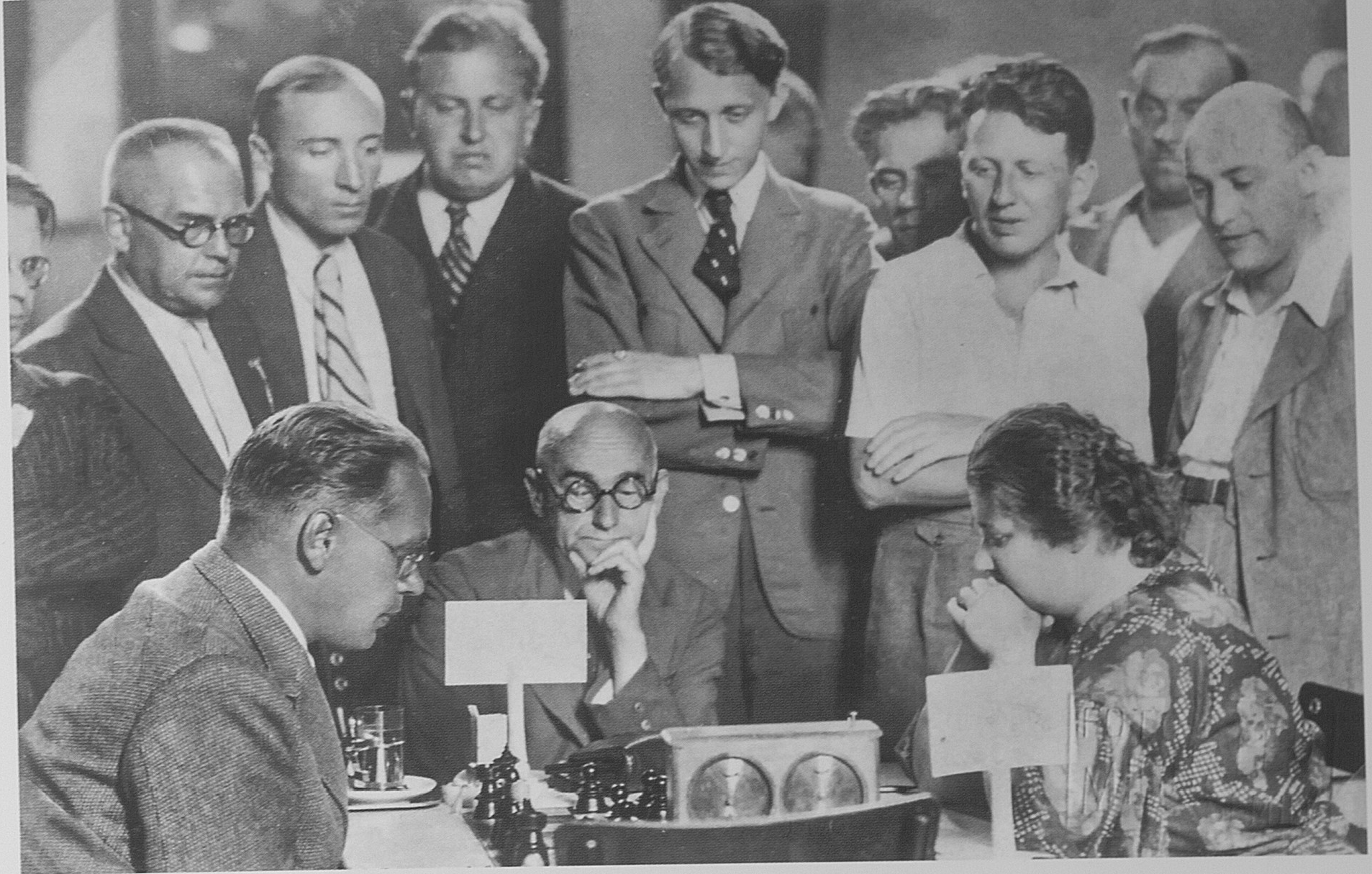
Věra Menčíková za šachovnicí (vpravo) na oblastním turnaji v Semilech v říjnu 1934.

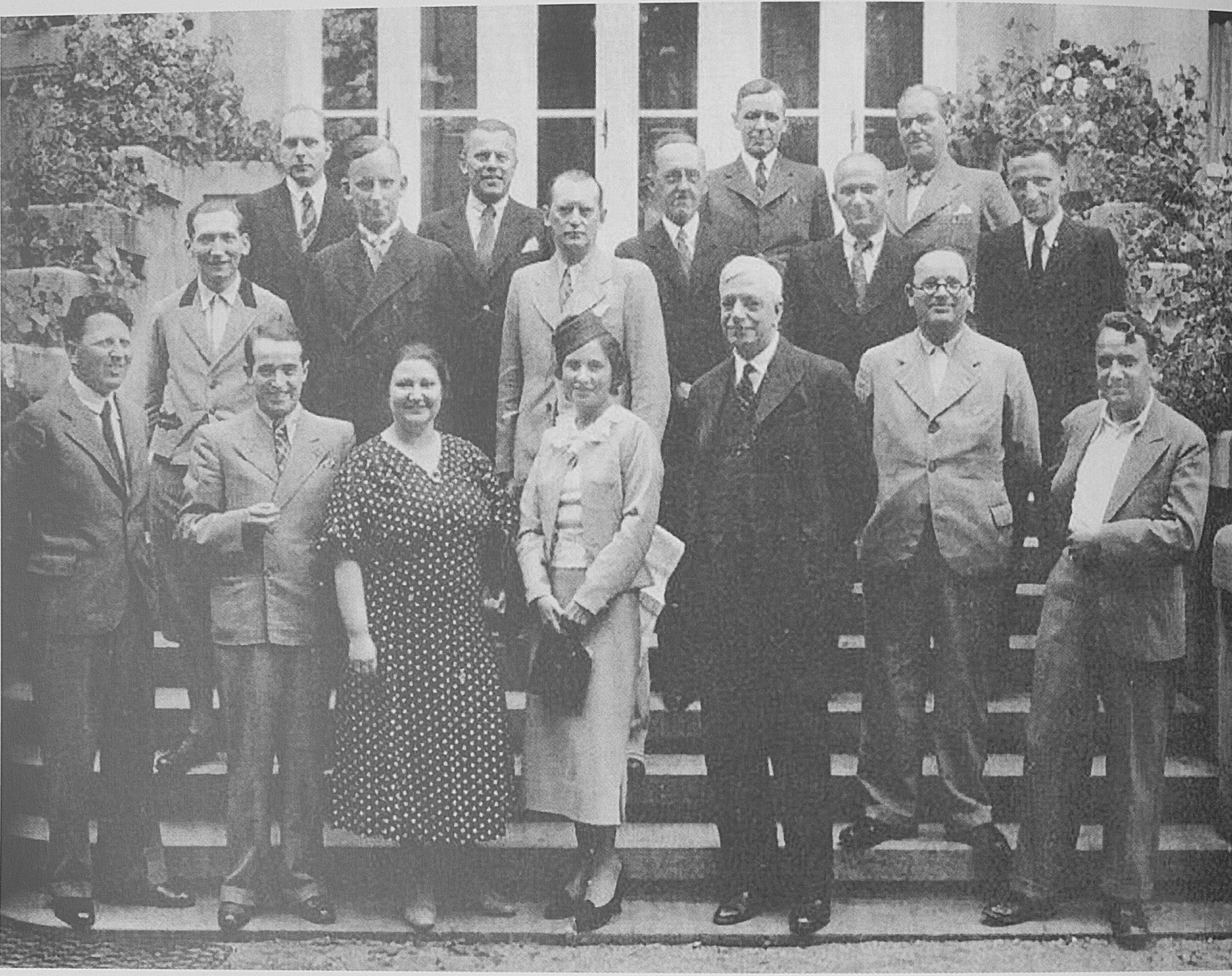
Skupinová fotografie na turnaji v Poděbradech v roce 1936. Zleva v řadě dole: Karel Opočenský, Salo Flohr, Věra Menčíková, paní Flohrová, Sir George Thomas, Stefan Fazekaš, Petrov. Nahoře zleva: Eliskases, Kurt, Richter, Karel Skalička, Aljechin, Karel Treybal, Amos Pokorný (pořadatel), Lajos Steiner, neznámý, Jiří Pelikán.

V roce 1933 v jihoanglickém Folkestonu Menčíková obhájila titul mistryně světa v šachu, když s plným počtem bodů opět zvítězila. Druhá Priceová měla o pět bodů méně. O rok později byla německou šachistkou Sonjou Grafovou vyzvána k neformálnímu zápasu. Zápas šachistek, které se předtím nikdy neutkaly, pořádal ve svém domě v Rotterdamu Max Euwe. První partii vyhrála s černými figurami Grafová, ve zbylých třech partiích ale Menčíková svou soupeřku porazila a v zápase tak zvítězila. Po skončení zápasu v Nizozemsku sehrála několik simultánek: 241krát zvítězila, 86krát remizovala a 59krát prohrála.
Vzhledem ke slušnému výkonu ze strany Grafové hráčky zvažovaly možnost odvety v Londýně, zejména ve světle neúspěchu Grafové v zápase proti šachovému skladateli Paul Heuäckerovi, který Němku porazil 6–0, se však zápas nikdy neuskutečnil. V roce 1935 na turnaji ve Varšavě opět obhájila titul mistryně světa. Po turnaji se Menčíková s Grafovou dohodli na odvetném zápasu, který se měl uspořádat měsíc před následujícím mistrovstvím světa. Stejně jako první zápas probíhal v soukromí, tentokrát s pomocí estonského hoteliéra a sponzora Williama Zimdina. Hrálo se od 26. června do 17. července v Zimdinově hotelu Panhans v rakouském Semmeringu. Na rozdíl od předcházejícího zápasu Menčíkové s Grafovou byl FIDE uznán jako oficiální zápas o titul mistryně světa. Menčíková zvítězila skórem 11,5–4,5, když z 16 partií devět vyhrála, pět remizovala a dvě prohrála. Zatímco s bílými figurami Grafová z osmi partií získala čtyři body, svých prvních sedm partií s figurami černými prohrála. Na turnaji o titul mistra světa ve Stockholmu v srpnu téhož roku Menčíková znovu zvítězila, Grafová skončila s devíti ze 14 bodů třetí.
Z mezinárodních turnajů, kterých se Menčíková ve třicátých letech zúčastnila, byly nejvýznamnější turnaje v Mariboru v Jugoslávii a v Moskvě. Na prvním ze zmíněných turnajů, který se konal od 5. do 15. srpna 1934, dosáhla Menčíková na jeden z největších úspěchů své kariéry. Z devíti šachistů skončila Menčíková za Lajosem Steinerem a Vasjou Pircem na třetím místě, když získala pět bodů z osmi. Jak Steiner, tak Pirc, později obdrželi titul mezinárodního mistra (Pirc poté i velmistra). Menčíková se v Mariboru umístila před hráči jako Josef Rejfíř, Lajos Asztalos či Milan Vidmar Jr., kteří všichni také získali titul mezinárodního mistra, skončila také před Rudolfem Spielmannem. Jako cenu Menčíková obdržela 1500 dinárů. Turnaj v Moskvě probíhající od 15. února do 15. března 1935 se velikostí a sílou účastněných hráčů podobal šachovému turnaji v Karlových Varech v roce 1929. Jednotlivá kola zde navštěvovaly až tisíce diváků, turnaj se konal za účasti desítek fotografů a novinářů. Ve svém rodném městě skončila Menčíková na posledním 20. místě, když z 19 partií tři remizovala a ostatní prohrála. Její nejlepší partií na tomto turnaji byla remíza s Salo Flohrem, který v turnaji skončil s Michailem Botvinnikem první. Právě kvůli remíze Flohra s Menčíkovou měli nakonec Botvinnik s Flohrem stejný počet bodů, Botvinnik tak místo druhého místa skončil první. Menčíková i proto za tuto partii získala ohlas sovětské veřejnosti. Svůj neúspěch na turnaji odůvodnila tím, že volný čas trávila poznáváním města. V Moskvě se také setkala se svými bývalými přáteli, spolužáky a příbuznými, takže k ranním partiím přicházela unavená.
V této době se Menčíková zúčastnila dalších mezinárodních turnajů, například československých šachových šampionátů nebo mezinárodní sekce britského šampionátu. V Mnichově Hradišti skončila na československém mistrovství v srpnu 1933 na děleném posledním 8.–12. místě. Zaznamenala zde 4,5 bodu z 11; turnaj vyhrál Salo Flohr. Také zde splnila normu pro udělení titulu mistra Ústřední jednoty československého šachu. V červenci roku 1936 skončila na československém přeboru v Poděbradech, který měl však i mezinárodní účast (Aljechin, Stahlberg, Steiner, ad.), třináctá z osmnácti, jejím výsledkem bylo sedm bodů ze třinácti. Tehdy zároveň naposledy navštívila svého otce, který 9. září téhož roku zemřel. V roce 1935 obsadila na Major Open britského šachového šampionátu v Yarmouth se sedmi z 11 bodů třetí místo za Samuelem Reshevskym a Adolfem Seitzem. Jako jediná na turnaji porazila vítěze Reshevskyho. Porazila zde také Sonju Grafovou, která skončila sedmá. Tento turnaj byl jediným otevřeným turnajem, v němž se obě šachistky utkaly.
Menčíková se nadále účastnila vánočního kongresu v Hastingsu: na přelomu let 1933/1934 skončila se dvěma výhrami a dvěma remízami na sedmém místě, o rok později skončila osmá, když porazila Milnera-Barryho a remizovala například s Euwem nebo Lilienthalem, v roce 1937 se umístila na děleném posledním místě. Dále se zúčastnila velikonočních turnajů v Margate na jaře 1934, 1936 a 1937, kde skončila postupně devátá, a dvakrát sedmá. Na druhém ze zmíněných turnajů v Margate mj. remizovala se Salem Flohrem nebo Sirem Georgem Thomasem, na turnaji v roce 1937, kde například remizovala s Millnerem-Barrym nebo porazila Theorodora Tylora, také získala cenu za nejlepší koncovku.

### 1938–44: Poslední účast na mistrovství světa a závěr kariéry
Poté, co se Menčíková v roce 1937 vdala, měla nárok na britské občanství a tím pádem možnost na šachových turnajích reprezentovat Anglii. V roce 1938 se na osmé z deseti šachovnic zúčastnila zápasu Británie proti Nizozemsku. Obě své partie proti Willemu Mühringovi Menčíková remizovala, celkově Británie o jeden bod zápas vyhrála. V srpnu téhož roku si v Brightonu jedinkrát ve své kariéře zahrála na britském šachovém šampionátu, a to jako první žena v historii jeho konání. Na turnaji skončila s 5,5 z 11 body (50 %) na sedmém místě z dvanácti; vyhrál C. H. O'D. Alexander. Kromě partie s Harrym Golombekem na turnaji Menčíková remizovala se všemi hráči, kteří ve výsledkové listině skončili nad ní. Na turnaji v argentinském Buenos Aires v létě roku 1939, kde poprvé reprezentovala Anglii, opět obhájila titul mistryně světa. Z devatenácti soupeřek Menčíková sedmnáct porazila, se dvěma – Mildou Laubertovou a Paulette Schwartzmannovou – remizovala. Byl to pro ni poslední turnaj o tento titul, kvůli druhé světové válce se další konal až v roce 1949.
V březnu 1938 se Menčíková zúčastnila turnaje v polské Lodži, s 3,5 body z 15 skončila předposlední. Poté v Česku odehrála 6. dubna simultánku v paláci Elektrických podniků v Praze, z 25 partií dvanáct vyhrála a deset remizovala. Následně odehrála simultánky také v Mladé Boleslavi a v Semilech, kde naposledy navštívila otcův hrob. Ke konci měsíce se opět zúčastnila turnaje v Margate, zde skončila předposlední, porazila však například finského hráče Eero Böok nebo opět Sira George Thomase. Ve dnech 5. a 6. června téhož roku se zúčastnila v Londýně pořádaného zápasu Anglie–Holandsko. V obou partiích remizovala s Willemem Mühringem (budoucí mezinárodní mistr). V dubnu 1939 skončila na turnaji v Margate s 2,5 body předposlední. Podle Kalendovského byla na turnaji „výtečná účast“, zúčastnili se například Capablanca, Flohr, Najdorf nebo Golombek. Po olympiádě v Buenos Aires se také zúčastnila několika turnajů v Jižní Americe, například turnaje v Montevideu v září 1939. Zde skončila za Aljechinem a Golombekem na třetím místě, porazila všechny domácí šachisty.
Turnaj v Buenos Aires byl posledním, kdy Menčíková opustila území Velké Británie. Kvůli druhé světové válce, která propukla v průběhu turnaje, se Menčíková v následujícím období účastnila pouze soutěží v Anglii. V roce 1940 na velikonočním turnaji v Londýně získala šest bodů z devíti a skončila třetí, za Golombkem a Paulem Listem. Umístila se například před Georgem Thomasem a porazila slovenského mistra Štefana (Istvána) Fazekaše. O dva roky později v roce 1942 odehrála zápas s Jacquesem Miesesem, který v nultých letech 20. století býval jedním z nejlepších hráčů světa a který později zpětně obdržel titul velmistra. Zápas Miesese, kterému v době jeho konání bylo 77 let, s Menčíkovou byl prvním šachovým zápasem ženy s někým, kdo patřil do světové šachové špičky. V zápase na deset partií Menčíková svého soupeře porazila se skóre 6½–3½. V tomto období Menčíková nesehrála příliš mnoho významných vážných partií, hrála ale například v bleskových turnajích nebo v zápasech šachových klubů. Hrála až do své smrti v roce 1944. Jako členka týmu se kvalifikovala do semifinále přeboru jižních hrabství (Southern Counties Chess Union Championship), den před svou nadcházející partií však zahynula.

## Smrt
Věra Menčíková zahynula 26. června 1944 během druhé světové války při německém raketovém ostřelování Londýna raketami V-1. Tento útok byl jedním z vůbec prvních, v němž nacistické Německo rakety V-1 využilo. První z útoků proběhl 13. června, probíhaly až do října roku 1944. Za tuto dobu zabily přes šest tisíc civilistů. Vzhledem ke značné nepřesnosti navádění byly určeny k zabíjení náhodných civilistů a podlamování morálky civilního obyvatelstva. Menčíková se společně se svou sestrou a matkou ukrývaly ve sklepě svého domu. V blízkosti se nacházely dva kryty, které bombardování nezničilo, není však jisté, zdali by se Menčíkovi do těchto krytů stihli přesunout. Jelikož bombardování zničilo celý dům, došlo zároveň ke ztrátě většiny záznamů o životě Věry Menčíkové, jako jsou partiáře, deníky či trofeje. Jednou z mála dochovaných cen je zlatá medaile, kterou Menčíková obdržela v roce 1939.

## Styl hry
Menčíková byla poziční hráčkou. Šachový spisovatel E. G. R. Cordingley její herní styl popsal následovně: „Vyznačoval se solidní poziční hrou s cílem dosáhnout příznivé koncovky a snahou vyhnout se divokým komplikacím“. Srovnal jej například se stylem hry Samuela Reshevskyho nebo Salo Flohra. Také však dodal, že Menčíková na úspěchy Reshevskyho nebo Flohra kvůli chybějící představivosti nedosáhla. Menčíkové styl se také podobal stylu hry jejího trenéra Gézy Maróczyho. I jiní hráči, jako například Harry Golombek nebo Julius du Mont, označili nedostatek představivosti za příčinu toho, že se Menčíková nestala světovou hráčkou. Na druhou stranu mistři světa Aljechin a Capablanca, se kterými se Menčíková často utkávala, s touto kritikou nesouhlasili, zároveň byli přesvědčeni o tom, že Menčíková měla potenciál se zlepšovat. Během samotné hry byla Menčíková popisována jako klidná, „celou partii s rukama před sebou a bez jakéhokoliv pohybu svalu v obličeji.“ Velmistr Gideon Ståhlberg ocenil její sportovní chování, řekl: „Věra Menčíková byla uklidněná jak tehdy, když vyhrávala, tak když prohrávala. Pakliže ji její soupeř v dobré partii porazil, pogratulovala mu jako první.“ Menčíkové pasivní styl hraní byl vnímán jako projev její nečinné osobnosti.
S bílými figurami Menčíková ze zahájení preferovala tah 1. d4 (hry dámským pěšcem). S černými proti 1. e4 (hry královským pěšcem) často hrála francouzskou obranu (e6), na tah 1. d4 obvykle reagovala odmítnutým dámským gambitem (1. d4 d5 2. c4 e6). Francouzská obrana byla s Menčíkovou spojována nejvíce, již v roce 1928 o tomto zahájení přednášela v klubu v Hastingsu. Jeden z Menčíkových studentů Hugh Storr-Best, řekl, že při výuce hry s černými se Menčíková zaměřovala právě na francouzskou obranu. Svému prvnímu trenérovi Jamesi Drewittovi připsala zásluhu na zlepšení znalostí zavřených zahájení, zatímco Maróczy přispěl k pochopení teoretických aspektů hry. Podle Golombeka teorii Menčíková znala velmi dobře, a to jak zahájení, tak koncovek.

## Odkaz

### Úspěchy
Menčíková byla bez pochyby nejsilnější šachistkou v období před druhou světovou válkou. Od roku 1927 až do své smrti v roce 1944 držela 17 let titul mistryně světa v šachu. Tento titul jí náležel ze všech šachistek nejdéle, sovětská šachistka Nona Gaprindašviliová byla mistryní světa 16 let (1962–1978), Maja Čiburdanidzeová 13 let (1978–1991). Ve srovnání se všemi mistry světa je Menčíková druhá za Emanuelem Laskerem, který titul mistra světa držel celkem 27 let (1894–1921). Alexandr Aljechin byl stejně jako Menčíková mistrem světa celkem 17 let, nicméně ale ve dvou obdobích a nikoliv nepřetržitě.
Věra Menčíková byla první a jedinou ženou, která byla ve svém období považována za šachovou mistryni. Jedinou další ženou, která se v této době účastnila silných otevřených šachových turnajů, byla Němka Sonja Grafová. Ačkoliv se úrovně Menčíkové nejvíce blížila, nikdy jí nedosáhla. Grafová se jako schopná hráčka etablovala poté, co v roce 1931 začala trénovat s mistry jako Eduard Dyckhoff nebo Siegbert Tarrasch. Stylem hry se od pasivně hrající Menčíkové naprosto lišila, jelikož měla reputaci útočné a taktizující hráčky. Vzájemné skóre hráček bylo 15 výher pro Menčíkovou, tři pro Graf a pět remíz. Další hráčkou, která Věru Menčíkovou několikrát v soutěžích porazila, byla Angličanka Edith Price. To však předtím, než se Menčíková stala mistryní světa. Jediné další dvě ženy, které v doložených partiích Menčíkovou porazily, byly Wally Henschelová a Elaine Saundersová.
Jelikož šachové tituly byly FIDE zavedeny až v roce 1950, tedy již po Menčíkové smrti, a jelikož se kromě titulu čestného velmistra posmrtně neudělují, Menčíková nikdy na titul nedosáhla. Proti hráčům velmistrovské (GM) úrovně měla Menčíková úspěšnost zhruba 25 %. Proti hráčům úrovně mezinárodního mistra (IM) byla její úspěšnost téměř 50 %, proto je Menčíková obvykle považována za hráčku úrovně právě mezinárodního mistra. Z mistrů světa ve své kariéře porazila Maxe Euweho, také s ním jako jediným mistrem světa remizovala. Na druhou stranu se Euwe mistrem světa stal až poté, co se tyto partie odehrály. Střetávala se také s mistry světa Capablancou a Aljechinem, oba devětkrát, respektive osmkrát Menčíkovou porazili. Právě Capablanca a Aljechin často šachové schopnosti Menčíkové vychvalovali. Na otázku, jestli „existují nějaké ženy, které dobře hrají šachy“, Capablanca v roce 1932 odpověděl: „Jediná. Jmenuje se Věra Menčíková. [...] Hrála proti mně a je velmi silná.“

### Klub Věry Menčíkové

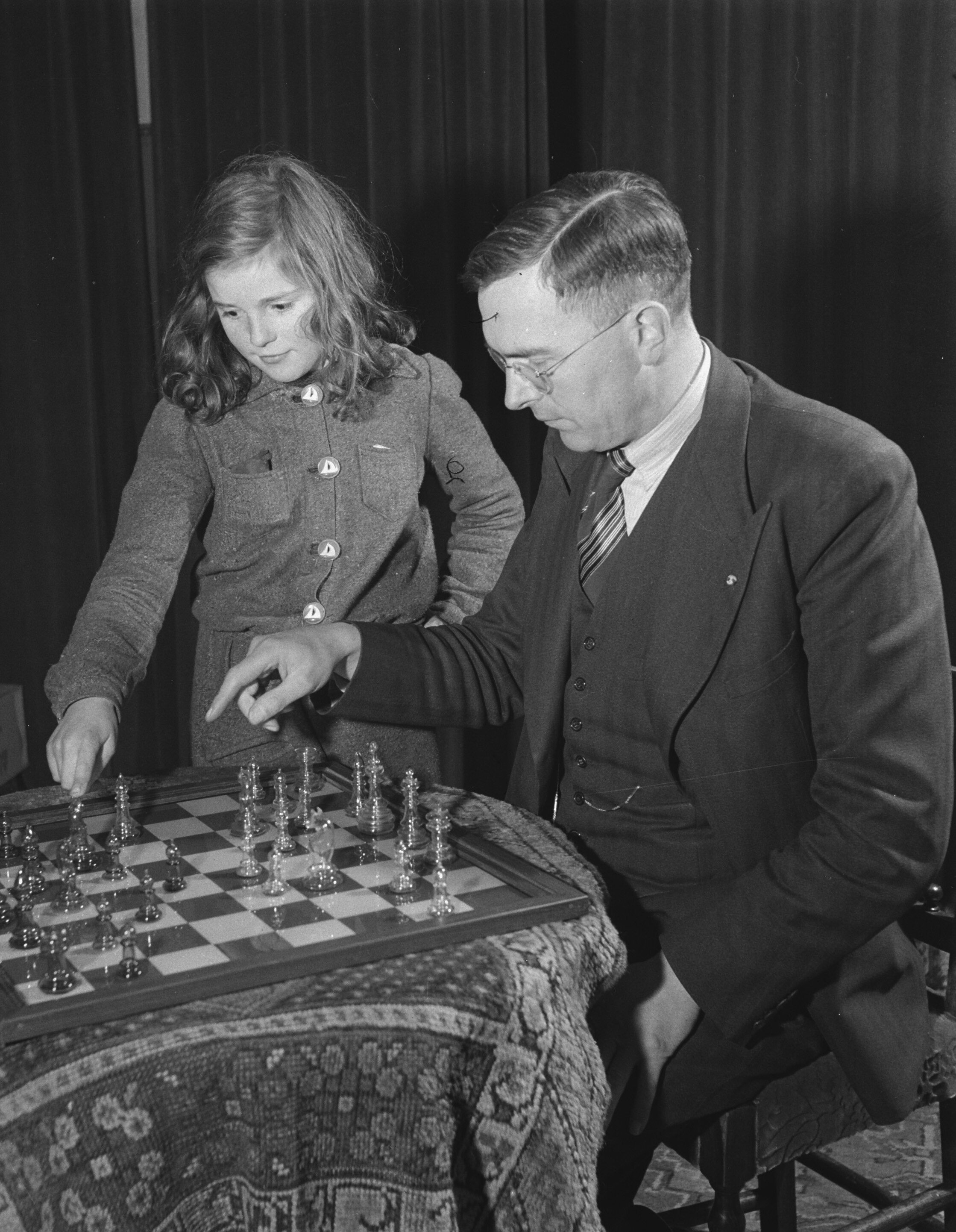
Věra Menčíková dvakrát ze čtyř vzájemných partií porazila mistra světa v letech 1935 až 1937 Maxe Euweho (na obrázku s dcerou). Z toho důvodu byl Euwe jedním z hráčů jmenovaných do pozice „prezidenta“ klubu Věry Menčíkové.

Hráči, které v partii proti Menčíkové prohráli, se stávali členy neformálního Klubu Věry Menčíkové. Tento termín vznikl v roce 1929 na turnaji Karlových Varech, kde jej jeden z hráčů Albert Becker posměšně navrhl. Hráči, kteří s Menčíkovou remizovali, se pak měli stát „kandidáty na členství“ v klubu. Becker však byl prvním, kdo s Menčíkovou na turnaji prohrál. O klubu Věry Menčíkové se pravidelně zmiňovali novináři. Různí hráči byli jmenováni neoficiálními prezidenty klubu, například mistr světa Max Euwe nebo Sir George Thomas. Oba měli s Menčíkovou záporné vzájemné skóre.
Když v roce 1950 FIDE udělila 27 šachistům titul velmistra, čtyři z nich patřili do klubu Věry Menčíkové, osm bylo kandidáty na členství a devět z nich se s Menčíkovou nikdy neutkalo. Konkrétně členy klubu byli: Euwe, Jacques Mieses, Samuel Reshevsky a Friedrich Sämisch, Kandidáty byli Salo Flohr, Ernst Grünfeld, Andor Lilienthal, Géza Maróczy, Miguel Najdorf, Akiba Rubinstein, Savielly Tartakower a Milan Vidmar.
Členy klubu Věry Menčíkové byli další hráči mistrovské úrovně, včetně držitelů čestného titulu velmistra (Honorary Grandmaster) Eero Böök a Harry Golombek, dále také mezinárodní mistři Conel Hugh O'Donel Alexander, Albert Becker, Stefan Fazekas, Josef Rejfíř, Karel Opočenský, Lajos Steiner, George Thomas nebo William Winter. Někteří hráči titul FIDE neobdrželi nebo dříve zemřeli, jako například Edgard Colle, Sultan Khan (oba jsou považováni za hráče velmistrovské úrovně), Reginald Mitchell či Fred Yates. Mezi nejčastější soupeře Menčíkové patřil George Thomas, s nímž z 29 turnajových partií desetkrát zvítězila, šestkrát prohrála a třináctkrát remizovala.

### Ženy a šachy
V šachovém prostředí počet mužů vždy převyšoval počet hráček. Tento rozdíl byl výrazný obzvlášť v šachových soutěžích, přičemž ženy se převážně utkávaly pouze proti sobě. V počátku šachové kariéry Věry Menčíkové byl zákaz členství šachistek v šachových klubech běžnou praxí. Některé hráčky se účastnily turnajů druhé třídy, ty nejlepší pak hrály v prvních třídách turnaje. V roce 1925 se Menčíková na turnaji v Hastingsu stala první hráčkou, která hrála v mistrovské sekci Major turnaje (vyšší než první třída). O tři roky později se na témže turnaji jako první žena zúčastnila záložního turnaje nejvyšší sekce Premier, od ročníku následujícího se pak turnaje účastnila v nejvyšší sekci.
Menčíková přes své vazby na Anglii, Československo a Rusko nikdy nebyla uznána jako plnohodnotná občanka těchto zemí. Po její smrti žádná z nich neučinila zásadní kroky k připomenutí odkazu Menčíkové. Později největší úsilí vyvinul Sovětský svaz. Jedním z důvodů, proč byla Menčíková pozvána na turnaj v Moskvě v roce 1935, byla snaha země inspirovat a podpořit šachistky v Sovětském svazu. V 50. letech sovětská šachistka a mistryně světa Jelizaveta Bykovová napsala první biografii Věry Menčíkové, v níž uvedla, že právě návštěva Menčíkové v Moskvě ji přivedla k projevení vážného zájmu o šachy. Právě Sovětský svaz se po smrti Věry Menčíkové stal zemí s nejlepšími šachistkami. Sovětské šachistky po Menčíkové vyhrály 15 následujících mistrovství světa. Větší účast žen v šachovém sportu je například v Gruzii, odkud pocházely dvě mistryně světa (tehdy za Sovětský svaz) Nona Gaprindašviliová a Maja Čiburdanidzeová. Tyto hráčky jako první, resp. druhá, obdržely titul velmistra. Obě titul mistryně světa držely přes deset let.
Kvůli jasné převaze Věry Menčíkové mezi šachistkami dal její pasivní styl hraní vznik stereotypu o tom, že ženy nemohou být dobrými útočnými a taktizujícími hráčkami. Později však převážil opačný stereotyp, za jehož původkyně jsou pokládány hráčky Gaprindašviliová a Polgárová, jejichž styl hry byl agresivnější.

### Ocenění

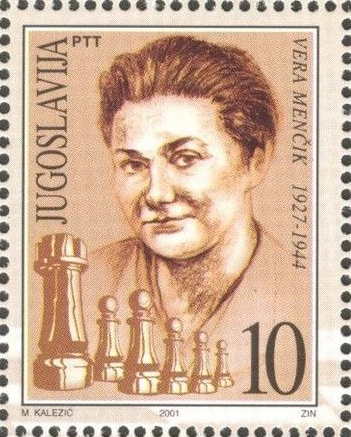
Věra Menčíková na jugoslávské poštovní známce

V roce 2011 byla Menčíková jako šestnáctá uvedena do šachové síně slávy. Zároveň je první ženou, která byla do této síně slávy uvedena. Na počest Menčíkové se trofej pro vítězky šachové olympiády žen od prvního ročníku v roce 1957 jmenuje Vera Menchik Cup (Pohár Věry Menčíkové). Rok 1994, tedy 50. výročí smrti šachistky, FIDE prohlásila za „Rok Věry Menčíkové“. V Praze ve 2. polovině 20. století působila Nadace Věry Menčíkové, která se snažila podporovat ženský šach, v Semilech se na počest Menčíkové jmenoval šachový klub. Objevila se na několika poštovních známkách, například v roce 1996 při příležitosti 90. výročí jejího narození vydala Česká pošta známku s hodnotou 6 Kč, nebo na známkách Jugoslávie či Madagaskaru.
Na počest Věry Menčíkové bylo také uspořádáno několik memoriálů. V 60. letech pořádal Hastingský šachový klub za přispění anonymního dárce turnaj místních hráčů do 15 let. Šachový klub Dopravního podniku v Praze od roku 2016 k roku 2023 uspořádal celkem šest ročníků turnaje v rapid šachu Memoriál Věry Menčíkové. V červnu 2022 organizoval Anglický šachový svaz (English Chess Federation) turnaj The Caplin Menchik Memorial, sponzorovaný firmou Caplin Systems. Na tento uzavřený turnaj bylo přizváno celkem deset hráček, přičemž jedním z cílů bylo dát méně zkušeným hráčkám šanci získat normy potřebné k zisku titulů WIM a WGM. Zároveň se od turnaje v roce 1994 v Maidstone jednalo o první turnaj uspořádaný na počest Věry Menčíkové v Anglii.
Kvůli okolnostem smrti Menčíkové, kdy při bombovém útoku došlo ke ztrátě většiny z jejích trofejí, zápisů a partiářů, se dochovalo jen několik z cen, které Menčíková ve své kariéře získala. Mezi nejvýznamnější z dochovaných cen patří zlatá medaile, kterou Menčíková obdržela za dlouholeté držení titulu mistryně světa. Tato medaile byla minimálně dvakrát vystavena v prostorách Hastingského šachového klubu, kterému ji dočasně zapůjčil švagr Menčíkové, manžel sestry Olgy. V září 2022 ve své sérii nekrologů Overlooked No More o Menčíkové napsal článek The New York Times.

## Osobní život

### Rodina
V říjnu 1937 se Menčíková ve svých 31 letech vdala za tehdy 59letého Rufuse Henryho Streatfielda Stevensona. Své úřední jméno si změnila na Vera Stevenson, v šachových soutěžích však nadále uváděla své rodné jméno. Stevensonovou první manželkou byla až do její smrti v roce 1935 Agnes Lawson, také šachistka a mimo jiné účastnice mistrovství světa v šachu žen. Menčíková s manželem společně žili ve čtvrti Bayswater Londýně, kam se Menčíková přestěhovala již v roce 1931 poté, co v tamním šachovém klubu získala zaměstnání jako trenérka. Stevenson se živil jako lékárník, zároveň ale byl známým šachovým organizátorem a po dobu 26 let čestným tajemníkem Southern Counties Chess Association. Od roku 1938 působil jako čestný tajemník Britské šachové federace, což obnášelo organizování soutěží, získávání financí a také propagaci hry v zemi. Zároveň působil jako editor časopisu British Chess Magazine. Menčíková se v tomto období snažila, aby se časopis více věnoval i ženskému šachu. Již v roce 1940 se však zdravotní stav Stevensona začal zhoršovat a v únoru 1943 zemřel. Pětileté manželství, které bylo považováno za pevné, tak skončilo. Menčíková se podruhé nevdala.

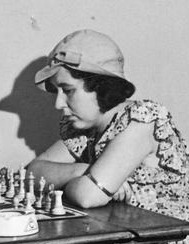
Sestra Olga Menčíková

I sestra Olga byla úspěšnou šachistkou. V roce 1928 skončila v londýnském dívčím přeboru na děleném prvním místě, v play-off prohrála s vítězkou Ritou Gregory. Věra Menčíková se kvůli věkové podmínce tohoto turnaje zúčastnit nemohla. Olga Menčíková se celkem dvakrát zúčastnila mistrovství světa v šachu žen. V roce 1935 skončila s 5,5 z 9 bodů na čtvrtém místě, o půl bodu za třetí Giselou Harumovou. Na tomto turnaji Olga třikrát zvítězila, pětkrát remizovala a jednou, proti své sestře, prohrála. Podruhé se světového šampionátu zúčastnila v roce 1937, zde skončila s 6,5 ze 14 bodů na děleném 17. místě.

### Práce
Na živobytí si Menčíková vydělávala zejména prostřednictvím různých profesí v šachovém oboru. Nebyla plně profesionální hráčkou, proto se kromě skromných peněžitých cen z turnajů živila jako trenérka a editorka šachových rubrik několika periodik. Také získávala příjem ze šachových simultánek, které odehrála. Společně s novinářem Williamem Winterem působila jako editorka časopisu Social Chess, od poloviny roku 1941 také měla na starost rubriky zahájení a partií časopisu Chess. V srpnu 1939 se stala ředitelkou Britského národního šachového centra (British National Chess Centre), po zhruba roce byla však při bombardování Londýna nacistickou Luftwaffe budova zničena. Během druhé světové války si Menčíková také přivydělávala lekcemi bridže. Pro potřeby šachové obce také překládala z ruštiny, například turnajové deníky.

### Charakter
Menčíková byla sympatické a milé povahy, což společně s jejím zájmem o ostatní patřilo k důvodům, proč ji mnoho lidí mělo v oblibě. Podle československého mistra Josefa Rejfíře byla „velmi skromnou, vždy a všude okolím oblíbenou.“ Se soupeřkami se dělila o své znalosti, svou převahu v ženském šachu nedávala najevo. Sama se ráda vždy učila něco nového. Právě kvůli své popularitě často získávala pozvánky na šachové turnaje. Jako většina hráčů úrovně mezinárodního mistra (IM) se Menčíková na rozdíl od šachové špičky nesoustředila výhradně na šachy. Na turnajích v Karlových Varech a Moskvě, ačkoliv se jednalo o nejprestižnější soutěže, kterých se Menčíková zúčastnila, se nevěnovala pouze hraní a přípravě. V Česku se setkala se svým otcem, v Moskvě volný čas strávila návštěvou různých pamětihodností města. Tyto okolnosti mohly přispět k tomu, že Menčíková na obou z turnajů skončila poslední. Mezi její záliby patřilo navštěvování divadla a kina, tenis, hudba nebo malířství, také hrála bridž.

## Vybraná partie
Následující partii sehrála Menčíková za bílou barvu na Vánočním turnaji v Hastingsu na přelomu let 1931 a 1932 proti Maxi Euwemu, budoucímu mistru světa. Jako v předcházejícím ročníku turnaje Menčíková svého soupeře porazila. Zápis partie byl uveřejněn například ve vydání časopisu Chess ze srpna 1944, kde ji anotoval šachový novinář W. Ritson Morry.
|   | a | b | c | d | e | f | g | h |   |
| 8 | a8 černý věž · d8 černý dáma · h8 černý věž · a7 černý pěšec · b7 černý pěšec · e7 černý král · f7 černý pěšec · g7 černý pěšec · h7 černý pěšec · d6 černý střelec · e6 černý pěšec · f6 černý jezdec · b5 bílý střelec · c5 černý pěšec · e5 bílý jezdec · f5 černý střelec · a4 bílý pěšec · b4 černý jezdec · d4 bílý pěšec · e4 bílý pěšec · c3 bílý jezdec · b2 bílý pěšec · e2 bílý dáma · f2 bílý pěšec · g2 bílý pěšec · h2 bílý pěšec · a1 bílý věž · c1 bílý střelec · f1 bílý věž · g1 bílý král | a8 černý věž · d8 černý dáma · h8 černý věž · a7 černý pěšec · b7 černý pěšec · e7 černý král · f7 černý pěšec · g7 černý pěšec · h7 černý pěšec · d6 černý střelec · e6 černý pěšec · f6 černý jezdec · b5 bílý střelec · c5 černý pěšec · e5 bílý jezdec · f5 černý střelec · a4 bílý pěšec · b4 černý jezdec · d4 bílý pěšec · e4 bílý pěšec · c3 bílý jezdec · b2 bílý pěšec · e2 bílý dáma · f2 bílý pěšec · g2 bílý pěšec · h2 bílý pěšec · a1 bílý věž · c1 bílý střelec · f1 bílý věž · g1 bílý král | a8 černý věž · d8 černý dáma · h8 černý věž · a7 černý pěšec · b7 černý pěšec · e7 černý král · f7 černý pěšec · g7 černý pěšec · h7 černý pěšec · d6 černý střelec · e6 černý pěšec · f6 černý jezdec · b5 bílý střelec · c5 černý pěšec · e5 bílý jezdec · f5 černý střelec · a4 bílý pěšec · b4 černý jezdec · d4 bílý pěšec · e4 bílý pěšec · c3 bílý jezdec · b2 bílý pěšec · e2 bílý dáma · f2 bílý pěšec · g2 bílý pěšec · h2 bílý pěšec · a1 bílý věž · c1 bílý střelec · f1 bílý věž · g1 bílý král | a8 černý věž · d8 černý dáma · h8 černý věž · a7 černý pěšec · b7 černý pěšec · e7 černý král · f7 černý pěšec · g7 černý pěšec · h7 černý pěšec · d6 černý střelec · e6 černý pěšec · f6 černý jezdec · b5 bílý střelec · c5 černý pěšec · e5 bílý jezdec · f5 černý střelec · a4 bílý pěšec · b4 černý jezdec · d4 bílý pěšec · e4 bílý pěšec · c3 bílý jezdec · b2 bílý pěšec · e2 bílý dáma · f2 bílý pěšec · g2 bílý pěšec · h2 bílý pěšec · a1 bílý věž · c1 bílý střelec · f1 bílý věž · g1 bílý král | a8 černý věž · d8 černý dáma · h8 černý věž · a7 černý pěšec · b7 černý pěšec · e7 černý král · f7 černý pěšec · g7 černý pěšec · h7 černý pěšec · d6 černý střelec · e6 černý pěšec · f6 černý jezdec · b5 bílý střelec · c5 černý pěšec · e5 bílý jezdec · f5 černý střelec · a4 bílý pěšec · b4 černý jezdec · d4 bílý pěšec · e4 bílý pěšec · c3 bílý jezdec · b2 bílý pěšec · e2 bílý dáma · f2 bílý pěšec · g2 bílý pěšec · h2 bílý pěšec · a1 bílý věž · c1 bílý střelec · f1 bílý věž · g1 bílý král | a8 černý věž · d8 černý dáma · h8 černý věž · a7 černý pěšec · b7 černý pěšec · e7 černý král · f7 černý pěšec · g7 černý pěšec · h7 černý pěšec · d6 černý střelec · e6 černý pěšec · f6 černý jezdec · b5 bílý střelec · c5 černý pěšec · e5 bílý jezdec · f5 černý střelec · a4 bílý pěšec · b4 černý jezdec · d4 bílý pěšec · e4 bílý pěšec · c3 bílý jezdec · b2 bílý pěšec · e2 bílý dáma · f2 bílý pěšec · g2 bílý pěšec · h2 bílý pěšec · a1 bílý věž · c1 bílý střelec · f1 bílý věž · g1 bílý král | a8 černý věž · d8 černý dáma · h8 černý věž · a7 černý pěšec · b7 černý pěšec · e7 černý král · f7 černý pěšec · g7 černý pěšec · h7 černý pěšec · d6 černý střelec · e6 černý pěšec · f6 černý jezdec · b5 bílý střelec · c5 černý pěšec · e5 bílý jezdec · f5 černý střelec · a4 bílý pěšec · b4 černý jezdec · d4 bílý pěšec · e4 bílý pěšec · c3 bílý jezdec · b2 bílý pěšec · e2 bílý dáma · f2 bílý pěšec · g2 bílý pěšec · h2 bílý pěšec · a1 bílý věž · c1 bílý střelec · f1 bílý věž · g1 bílý král | a8 černý věž · d8 černý dáma · h8 černý věž · a7 černý pěšec · b7 černý pěšec · e7 černý král · f7 černý pěšec · g7 černý pěšec · h7 černý pěšec · d6 černý střelec · e6 černý pěšec · f6 černý jezdec · b5 bílý střelec · c5 černý pěšec · e5 bílý jezdec · f5 černý střelec · a4 bílý pěšec · b4 černý jezdec · d4 bílý pěšec · e4 bílý pěšec · c3 bílý jezdec · b2 bílý pěšec · e2 bílý dáma · f2 bílý pěšec · g2 bílý pěšec · h2 bílý pěšec · a1 bílý věž · c1 bílý střelec · f1 bílý věž · g1 bílý král | 8 |
| 7 | a8 černý věž · d8 černý dáma · h8 černý věž · a7 černý pěšec · b7 černý pěšec · e7 černý král · f7 černý pěšec · g7 černý pěšec · h7 černý pěšec · d6 černý střelec · e6 černý pěšec · f6 černý jezdec · b5 bílý střelec · c5 černý pěšec · e5 bílý jezdec · f5 černý střelec · a4 bílý pěšec · b4 černý jezdec · d4 bílý pěšec · e4 bílý pěšec · c3 bílý jezdec · b2 bílý pěšec · e2 bílý dáma · f2 bílý pěšec · g2 bílý pěšec · h2 bílý pěšec · a1 bílý věž · c1 bílý střelec · f1 bílý věž · g1 bílý král | a8 černý věž · d8 černý dáma · h8 černý věž · a7 černý pěšec · b7 černý pěšec · e7 černý král · f7 černý pěšec · g7 černý pěšec · h7 černý pěšec · d6 černý střelec · e6 černý pěšec · f6 černý jezdec · b5 bílý střelec · c5 černý pěšec · e5 bílý jezdec · f5 černý střelec · a4 bílý pěšec · b4 černý jezdec · d4 bílý pěšec · e4 bílý pěšec · c3 bílý jezdec · b2 bílý pěšec · e2 bílý dáma · f2 bílý pěšec · g2 bílý pěšec · h2 bílý pěšec · a1 bílý věž · c1 bílý střelec · f1 bílý věž · g1 bílý král | a8 černý věž · d8 černý dáma · h8 černý věž · a7 černý pěšec · b7 černý pěšec · e7 černý král · f7 černý pěšec · g7 černý pěšec · h7 černý pěšec · d6 černý střelec · e6 černý pěšec · f6 černý jezdec · b5 bílý střelec · c5 černý pěšec · e5 bílý jezdec · f5 černý střelec · a4 bílý pěšec · b4 černý jezdec · d4 bílý pěšec · e4 bílý pěšec · c3 bílý jezdec · b2 bílý pěšec · e2 bílý dáma · f2 bílý pěšec · g2 bílý pěšec · h2 bílý pěšec · a1 bílý věž · c1 bílý střelec · f1 bílý věž · g1 bílý král | a8 černý věž · d8 černý dáma · h8 černý věž · a7 černý pěšec · b7 černý pěšec · e7 černý král · f7 černý pěšec · g7 černý pěšec · h7 černý pěšec · d6 černý střelec · e6 černý pěšec · f6 černý jezdec · b5 bílý střelec · c5 černý pěšec · e5 bílý jezdec · f5 černý střelec · a4 bílý pěšec · b4 černý jezdec · d4 bílý pěšec · e4 bílý pěšec · c3 bílý jezdec · b2 bílý pěšec · e2 bílý dáma · f2 bílý pěšec · g2 bílý pěšec · h2 bílý pěšec · a1 bílý věž · c1 bílý střelec · f1 bílý věž · g1 bílý král | a8 černý věž · d8 černý dáma · h8 černý věž · a7 černý pěšec · b7 černý pěšec · e7 černý král · f7 černý pěšec · g7 černý pěšec · h7 černý pěšec · d6 černý střelec · e6 černý pěšec · f6 černý jezdec · b5 bílý střelec · c5 černý pěšec · e5 bílý jezdec · f5 černý střelec · a4 bílý pěšec · b4 černý jezdec · d4 bílý pěšec · e4 bílý pěšec · c3 bílý jezdec · b2 bílý pěšec · e2 bílý dáma · f2 bílý pěšec · g2 bílý pěšec · h2 bílý pěšec · a1 bílý věž · c1 bílý střelec · f1 bílý věž · g1 bílý král | a8 černý věž · d8 černý dáma · h8 černý věž · a7 černý pěšec · b7 černý pěšec · e7 černý král · f7 černý pěšec · g7 černý pěšec · h7 černý pěšec · d6 černý střelec · e6 černý pěšec · f6 černý jezdec · b5 bílý střelec · c5 černý pěšec · e5 bílý jezdec · f5 černý střelec · a4 bílý pěšec · b4 černý jezdec · d4 bílý pěšec · e4 bílý pěšec · c3 bílý jezdec · b2 bílý pěšec · e2 bílý dáma · f2 bílý pěšec · g2 bílý pěšec · h2 bílý pěšec · a1 bílý věž · c1 bílý střelec · f1 bílý věž · g1 bílý král | a8 černý věž · d8 černý dáma · h8 černý věž · a7 černý pěšec · b7 černý pěšec · e7 černý král · f7 černý pěšec · g7 černý pěšec · h7 černý pěšec · d6 černý střelec · e6 černý pěšec · f6 černý jezdec · b5 bílý střelec · c5 černý pěšec · e5 bílý jezdec · f5 černý střelec · a4 bílý pěšec · b4 černý jezdec · d4 bílý pěšec · e4 bílý pěšec · c3 bílý jezdec · b2 bílý pěšec · e2 bílý dáma · f2 bílý pěšec · g2 bílý pěšec · h2 bílý pěšec · a1 bílý věž · c1 bílý střelec · f1 bílý věž · g1 bílý král | a8 černý věž · d8 černý dáma · h8 černý věž · a7 černý pěšec · b7 černý pěšec · e7 černý král · f7 černý pěšec · g7 černý pěšec · h7 černý pěšec · d6 černý střelec · e6 černý pěšec · f6 černý jezdec · b5 bílý střelec · c5 černý pěšec · e5 bílý jezdec · f5 černý střelec · a4 bílý pěšec · b4 černý jezdec · d4 bílý pěšec · e4 bílý pěšec · c3 bílý jezdec · b2 bílý pěšec · e2 bílý dáma · f2 bílý pěšec · g2 bílý pěšec · h2 bílý pěšec · a1 bílý věž · c1 bílý střelec · f1 bílý věž · g1 bílý král | 7 |
| 6 | a8 černý věž · d8 černý dáma · h8 černý věž · a7 černý pěšec · b7 černý pěšec · e7 černý král · f7 černý pěšec · g7 černý pěšec · h7 černý pěšec · d6 černý střelec · e6 černý pěšec · f6 černý jezdec · b5 bílý střelec · c5 černý pěšec · e5 bílý jezdec · f5 černý střelec · a4 bílý pěšec · b4 černý jezdec · d4 bílý pěšec · e4 bílý pěšec · c3 bílý jezdec · b2 bílý pěšec · e2 bílý dáma · f2 bílý pěšec · g2 bílý pěšec · h2 bílý pěšec · a1 bílý věž · c1 bílý střelec · f1 bílý věž · g1 bílý král | a8 černý věž · d8 černý dáma · h8 černý věž · a7 černý pěšec · b7 černý pěšec · e7 černý král · f7 černý pěšec · g7 černý pěšec · h7 černý pěšec · d6 černý střelec · e6 černý pěšec · f6 černý jezdec · b5 bílý střelec · c5 černý pěšec · e5 bílý jezdec · f5 černý střelec · a4 bílý pěšec · b4 černý jezdec · d4 bílý pěšec · e4 bílý pěšec · c3 bílý jezdec · b2 bílý pěšec · e2 bílý dáma · f2 bílý pěšec · g2 bílý pěšec · h2 bílý pěšec · a1 bílý věž · c1 bílý střelec · f1 bílý věž · g1 bílý král | a8 černý věž · d8 černý dáma · h8 černý věž · a7 černý pěšec · b7 černý pěšec · e7 černý král · f7 černý pěšec · g7 černý pěšec · h7 černý pěšec · d6 černý střelec · e6 černý pěšec · f6 černý jezdec · b5 bílý střelec · c5 černý pěšec · e5 bílý jezdec · f5 černý střelec · a4 bílý pěšec · b4 černý jezdec · d4 bílý pěšec · e4 bílý pěšec · c3 bílý jezdec · b2 bílý pěšec · e2 bílý dáma · f2 bílý pěšec · g2 bílý pěšec · h2 bílý pěšec · a1 bílý věž · c1 bílý střelec · f1 bílý věž · g1 bílý král | a8 černý věž · d8 černý dáma · h8 černý věž · a7 černý pěšec · b7 černý pěšec · e7 černý král · f7 černý pěšec · g7 černý pěšec · h7 černý pěšec · d6 černý střelec · e6 černý pěšec · f6 černý jezdec · b5 bílý střelec · c5 černý pěšec · e5 bílý jezdec · f5 černý střelec · a4 bílý pěšec · b4 černý jezdec · d4 bílý pěšec · e4 bílý pěšec · c3 bílý jezdec · b2 bílý pěšec · e2 bílý dáma · f2 bílý pěšec · g2 bílý pěšec · h2 bílý pěšec · a1 bílý věž · c1 bílý střelec · f1 bílý věž · g1 bílý král | a8 černý věž · d8 černý dáma · h8 černý věž · a7 černý pěšec · b7 černý pěšec · e7 černý král · f7 černý pěšec · g7 černý pěšec · h7 černý pěšec · d6 černý střelec · e6 černý pěšec · f6 černý jezdec · b5 bílý střelec · c5 černý pěšec · e5 bílý jezdec · f5 černý střelec · a4 bílý pěšec · b4 černý jezdec · d4 bílý pěšec · e4 bílý pěšec · c3 bílý jezdec · b2 bílý pěšec · e2 bílý dáma · f2 bílý pěšec · g2 bílý pěšec · h2 bílý pěšec · a1 bílý věž · c1 bílý střelec · f1 bílý věž · g1 bílý král | a8 černý věž · d8 černý dáma · h8 černý věž · a7 černý pěšec · b7 černý pěšec · e7 černý král · f7 černý pěšec · g7 černý pěšec · h7 černý pěšec · d6 černý střelec · e6 černý pěšec · f6 černý jezdec · b5 bílý střelec · c5 černý pěšec · e5 bílý jezdec · f5 černý střelec · a4 bílý pěšec · b4 černý jezdec · d4 bílý pěšec · e4 bílý pěšec · c3 bílý jezdec · b2 bílý pěšec · e2 bílý dáma · f2 bílý pěšec · g2 bílý pěšec · h2 bílý pěšec · a1 bílý věž · c1 bílý střelec · f1 bílý věž · g1 bílý král | a8 černý věž · d8 černý dáma · h8 černý věž · a7 černý pěšec · b7 černý pěšec · e7 černý král · f7 černý pěšec · g7 černý pěšec · h7 černý pěšec · d6 černý střelec · e6 černý pěšec · f6 černý jezdec · b5 bílý střelec · c5 černý pěšec · e5 bílý jezdec · f5 černý střelec · a4 bílý pěšec · b4 černý jezdec · d4 bílý pěšec · e4 bílý pěšec · c3 bílý jezdec · b2 bílý pěšec · e2 bílý dáma · f2 bílý pěšec · g2 bílý pěšec · h2 bílý pěšec · a1 bílý věž · c1 bílý střelec · f1 bílý věž · g1 bílý král | a8 černý věž · d8 černý dáma · h8 černý věž · a7 černý pěšec · b7 černý pěšec · e7 černý král · f7 černý pěšec · g7 černý pěšec · h7 černý pěšec · d6 černý střelec · e6 černý pěšec · f6 černý jezdec · b5 bílý střelec · c5 černý pěšec · e5 bílý jezdec · f5 černý střelec · a4 bílý pěšec · b4 černý jezdec · d4 bílý pěšec · e4 bílý pěšec · c3 bílý jezdec · b2 bílý pěšec · e2 bílý dáma · f2 bílý pěšec · g2 bílý pěšec · h2 bílý pěšec · a1 bílý věž · c1 bílý střelec · f1 bílý věž · g1 bílý král | 6 |
| 5 | a8 černý věž · d8 černý dáma · h8 černý věž · a7 černý pěšec · b7 černý pěšec · e7 černý král · f7 černý pěšec · g7 černý pěšec · h7 černý pěšec · d6 černý střelec · e6 černý pěšec · f6 černý jezdec · b5 bílý střelec · c5 černý pěšec · e5 bílý jezdec · f5 černý střelec · a4 bílý pěšec · b4 černý jezdec · d4 bílý pěšec · e4 bílý pěšec · c3 bílý jezdec · b2 bílý pěšec · e2 bílý dáma · f2 bílý pěšec · g2 bílý pěšec · h2 bílý pěšec · a1 bílý věž · c1 bílý střelec · f1 bílý věž · g1 bílý král | a8 černý věž · d8 černý dáma · h8 černý věž · a7 černý pěšec · b7 černý pěšec · e7 černý král · f7 černý pěšec · g7 černý pěšec · h7 černý pěšec · d6 černý střelec · e6 černý pěšec · f6 černý jezdec · b5 bílý střelec · c5 černý pěšec · e5 bílý jezdec · f5 černý střelec · a4 bílý pěšec · b4 černý jezdec · d4 bílý pěšec · e4 bílý pěšec · c3 bílý jezdec · b2 bílý pěšec · e2 bílý dáma · f2 bílý pěšec · g2 bílý pěšec · h2 bílý pěšec · a1 bílý věž · c1 bílý střelec · f1 bílý věž · g1 bílý král | a8 černý věž · d8 černý dáma · h8 černý věž · a7 černý pěšec · b7 černý pěšec · e7 černý král · f7 černý pěšec · g7 černý pěšec · h7 černý pěšec · d6 černý střelec · e6 černý pěšec · f6 černý jezdec · b5 bílý střelec · c5 černý pěšec · e5 bílý jezdec · f5 černý střelec · a4 bílý pěšec · b4 černý jezdec · d4 bílý pěšec · e4 bílý pěšec · c3 bílý jezdec · b2 bílý pěšec · e2 bílý dáma · f2 bílý pěšec · g2 bílý pěšec · h2 bílý pěšec · a1 bílý věž · c1 bílý střelec · f1 bílý věž · g1 bílý král | a8 černý věž · d8 černý dáma · h8 černý věž · a7 černý pěšec · b7 černý pěšec · e7 černý král · f7 černý pěšec · g7 černý pěšec · h7 černý pěšec · d6 černý střelec · e6 černý pěšec · f6 černý jezdec · b5 bílý střelec · c5 černý pěšec · e5 bílý jezdec · f5 černý střelec · a4 bílý pěšec · b4 černý jezdec · d4 bílý pěšec · e4 bílý pěšec · c3 bílý jezdec · b2 bílý pěšec · e2 bílý dáma · f2 bílý pěšec · g2 bílý pěšec · h2 bílý pěšec · a1 bílý věž · c1 bílý střelec · f1 bílý věž · g1 bílý král | a8 černý věž · d8 černý dáma · h8 černý věž · a7 černý pěšec · b7 černý pěšec · e7 černý král · f7 černý pěšec · g7 černý pěšec · h7 černý pěšec · d6 černý střelec · e6 černý pěšec · f6 černý jezdec · b5 bílý střelec · c5 černý pěšec · e5 bílý jezdec · f5 černý střelec · a4 bílý pěšec · b4 černý jezdec · d4 bílý pěšec · e4 bílý pěšec · c3 bílý jezdec · b2 bílý pěšec · e2 bílý dáma · f2 bílý pěšec · g2 bílý pěšec · h2 bílý pěšec · a1 bílý věž · c1 bílý střelec · f1 bílý věž · g1 bílý král | a8 černý věž · d8 černý dáma · h8 černý věž · a7 černý pěšec · b7 černý pěšec · e7 černý král · f7 černý pěšec · g7 černý pěšec · h7 černý pěšec · d6 černý střelec · e6 černý pěšec · f6 černý jezdec · b5 bílý střelec · c5 černý pěšec · e5 bílý jezdec · f5 černý střelec · a4 bílý pěšec · b4 černý jezdec · d4 bílý pěšec · e4 bílý pěšec · c3 bílý jezdec · b2 bílý pěšec · e2 bílý dáma · f2 bílý pěšec · g2 bílý pěšec · h2 bílý pěšec · a1 bílý věž · c1 bílý střelec · f1 bílý věž · g1 bílý král | a8 černý věž · d8 černý dáma · h8 černý věž · a7 černý pěšec · b7 černý pěšec · e7 černý král · f7 černý pěšec · g7 černý pěšec · h7 černý pěšec · d6 černý střelec · e6 černý pěšec · f6 černý jezdec · b5 bílý střelec · c5 černý pěšec · e5 bílý jezdec · f5 černý střelec · a4 bílý pěšec · b4 černý jezdec · d4 bílý pěšec · e4 bílý pěšec · c3 bílý jezdec · b2 bílý pěšec · e2 bílý dáma · f2 bílý pěšec · g2 bílý pěšec · h2 bílý pěšec · a1 bílý věž · c1 bílý střelec · f1 bílý věž · g1 bílý král | a8 černý věž · d8 černý dáma · h8 černý věž · a7 černý pěšec · b7 černý pěšec · e7 černý král · f7 černý pěšec · g7 černý pěšec · h7 černý pěšec · d6 černý střelec · e6 černý pěšec · f6 černý jezdec · b5 bílý střelec · c5 černý pěšec · e5 bílý jezdec · f5 černý střelec · a4 bílý pěšec · b4 černý jezdec · d4 bílý pěšec · e4 bílý pěšec · c3 bílý jezdec · b2 bílý pěšec · e2 bílý dáma · f2 bílý pěšec · g2 bílý pěšec · h2 bílý pěšec · a1 bílý věž · c1 bílý střelec · f1 bílý věž · g1 bílý král | 5 |
| 4 | a8 černý věž · d8 černý dáma · h8 černý věž · a7 černý pěšec · b7 černý pěšec · e7 černý král · f7 černý pěšec · g7 černý pěšec · h7 černý pěšec · d6 černý střelec · e6 černý pěšec · f6 černý jezdec · b5 bílý střelec · c5 černý pěšec · e5 bílý jezdec · f5 černý střelec · a4 bílý pěšec · b4 černý jezdec · d4 bílý pěšec · e4 bílý pěšec · c3 bílý jezdec · b2 bílý pěšec · e2 bílý dáma · f2 bílý pěšec · g2 bílý pěšec · h2 bílý pěšec · a1 bílý věž · c1 bílý střelec · f1 bílý věž · g1 bílý král | a8 černý věž · d8 černý dáma · h8 černý věž · a7 černý pěšec · b7 černý pěšec · e7 černý král · f7 černý pěšec · g7 černý pěšec · h7 černý pěšec · d6 černý střelec · e6 černý pěšec · f6 černý jezdec · b5 bílý střelec · c5 černý pěšec · e5 bílý jezdec · f5 černý střelec · a4 bílý pěšec · b4 černý jezdec · d4 bílý pěšec · e4 bílý pěšec · c3 bílý jezdec · b2 bílý pěšec · e2 bílý dáma · f2 bílý pěšec · g2 bílý pěšec · h2 bílý pěšec · a1 bílý věž · c1 bílý střelec · f1 bílý věž · g1 bílý král | a8 černý věž · d8 černý dáma · h8 černý věž · a7 černý pěšec · b7 černý pěšec · e7 černý král · f7 černý pěšec · g7 černý pěšec · h7 černý pěšec · d6 černý střelec · e6 černý pěšec · f6 černý jezdec · b5 bílý střelec · c5 černý pěšec · e5 bílý jezdec · f5 černý střelec · a4 bílý pěšec · b4 černý jezdec · d4 bílý pěšec · e4 bílý pěšec · c3 bílý jezdec · b2 bílý pěšec · e2 bílý dáma · f2 bílý pěšec · g2 bílý pěšec · h2 bílý pěšec · a1 bílý věž · c1 bílý střelec · f1 bílý věž · g1 bílý král | a8 černý věž · d8 černý dáma · h8 černý věž · a7 černý pěšec · b7 černý pěšec · e7 černý král · f7 černý pěšec · g7 černý pěšec · h7 černý pěšec · d6 černý střelec · e6 černý pěšec · f6 černý jezdec · b5 bílý střelec · c5 černý pěšec · e5 bílý jezdec · f5 černý střelec · a4 bílý pěšec · b4 černý jezdec · d4 bílý pěšec · e4 bílý pěšec · c3 bílý jezdec · b2 bílý pěšec · e2 bílý dáma · f2 bílý pěšec · g2 bílý pěšec · h2 bílý pěšec · a1 bílý věž · c1 bílý střelec · f1 bílý věž · g1 bílý král | a8 černý věž · d8 černý dáma · h8 černý věž · a7 černý pěšec · b7 černý pěšec · e7 černý král · f7 černý pěšec · g7 černý pěšec · h7 černý pěšec · d6 černý střelec · e6 černý pěšec · f6 černý jezdec · b5 bílý střelec · c5 černý pěšec · e5 bílý jezdec · f5 černý střelec · a4 bílý pěšec · b4 černý jezdec · d4 bílý pěšec · e4 bílý pěšec · c3 bílý jezdec · b2 bílý pěšec · e2 bílý dáma · f2 bílý pěšec · g2 bílý pěšec · h2 bílý pěšec · a1 bílý věž · c1 bílý střelec · f1 bílý věž · g1 bílý král | a8 černý věž · d8 černý dáma · h8 černý věž · a7 černý pěšec · b7 černý pěšec · e7 černý král · f7 černý pěšec · g7 černý pěšec · h7 černý pěšec · d6 černý střelec · e6 černý pěšec · f6 černý jezdec · b5 bílý střelec · c5 černý pěšec · e5 bílý jezdec · f5 černý střelec · a4 bílý pěšec · b4 černý jezdec · d4 bílý pěšec · e4 bílý pěšec · c3 bílý jezdec · b2 bílý pěšec · e2 bílý dáma · f2 bílý pěšec · g2 bílý pěšec · h2 bílý pěšec · a1 bílý věž · c1 bílý střelec · f1 bílý věž · g1 bílý král | a8 černý věž · d8 černý dáma · h8 černý věž · a7 černý pěšec · b7 černý pěšec · e7 černý král · f7 černý pěšec · g7 černý pěšec · h7 černý pěšec · d6 černý střelec · e6 černý pěšec · f6 černý jezdec · b5 bílý střelec · c5 černý pěšec · e5 bílý jezdec · f5 černý střelec · a4 bílý pěšec · b4 černý jezdec · d4 bílý pěšec · e4 bílý pěšec · c3 bílý jezdec · b2 bílý pěšec · e2 bílý dáma · f2 bílý pěšec · g2 bílý pěšec · h2 bílý pěšec · a1 bílý věž · c1 bílý střelec · f1 bílý věž · g1 bílý král | a8 černý věž · d8 černý dáma · h8 černý věž · a7 černý pěšec · b7 černý pěšec · e7 černý král · f7 černý pěšec · g7 černý pěšec · h7 černý pěšec · d6 černý střelec · e6 černý pěšec · f6 černý jezdec · b5 bílý střelec · c5 černý pěšec · e5 bílý jezdec · f5 černý střelec · a4 bílý pěšec · b4 černý jezdec · d4 bílý pěšec · e4 bílý pěšec · c3 bílý jezdec · b2 bílý pěšec · e2 bílý dáma · f2 bílý pěšec · g2 bílý pěšec · h2 bílý pěšec · a1 bílý věž · c1 bílý střelec · f1 bílý věž · g1 bílý král | 4 |
| 3 | a8 černý věž · d8 černý dáma · h8 černý věž · a7 černý pěšec · b7 černý pěšec · e7 černý král · f7 černý pěšec · g7 černý pěšec · h7 černý pěšec · d6 černý střelec · e6 černý pěšec · f6 černý jezdec · b5 bílý střelec · c5 černý pěšec · e5 bílý jezdec · f5 černý střelec · a4 bílý pěšec · b4 černý jezdec · d4 bílý pěšec · e4 bílý pěšec · c3 bílý jezdec · b2 bílý pěšec · e2 bílý dáma · f2 bílý pěšec · g2 bílý pěšec · h2 bílý pěšec · a1 bílý věž · c1 bílý střelec · f1 bílý věž · g1 bílý král | a8 černý věž · d8 černý dáma · h8 černý věž · a7 černý pěšec · b7 černý pěšec · e7 černý král · f7 černý pěšec · g7 černý pěšec · h7 černý pěšec · d6 černý střelec · e6 černý pěšec · f6 černý jezdec · b5 bílý střelec · c5 černý pěšec · e5 bílý jezdec · f5 černý střelec · a4 bílý pěšec · b4 černý jezdec · d4 bílý pěšec · e4 bílý pěšec · c3 bílý jezdec · b2 bílý pěšec · e2 bílý dáma · f2 bílý pěšec · g2 bílý pěšec · h2 bílý pěšec · a1 bílý věž · c1 bílý střelec · f1 bílý věž · g1 bílý král | a8 černý věž · d8 černý dáma · h8 černý věž · a7 černý pěšec · b7 černý pěšec · e7 černý král · f7 černý pěšec · g7 černý pěšec · h7 černý pěšec · d6 černý střelec · e6 černý pěšec · f6 černý jezdec · b5 bílý střelec · c5 černý pěšec · e5 bílý jezdec · f5 černý střelec · a4 bílý pěšec · b4 černý jezdec · d4 bílý pěšec · e4 bílý pěšec · c3 bílý jezdec · b2 bílý pěšec · e2 bílý dáma · f2 bílý pěšec · g2 bílý pěšec · h2 bílý pěšec · a1 bílý věž · c1 bílý střelec · f1 bílý věž · g1 bílý král | a8 černý věž · d8 černý dáma · h8 černý věž · a7 černý pěšec · b7 černý pěšec · e7 černý král · f7 černý pěšec · g7 černý pěšec · h7 černý pěšec · d6 černý střelec · e6 černý pěšec · f6 černý jezdec · b5 bílý střelec · c5 černý pěšec · e5 bílý jezdec · f5 černý střelec · a4 bílý pěšec · b4 černý jezdec · d4 bílý pěšec · e4 bílý pěšec · c3 bílý jezdec · b2 bílý pěšec · e2 bílý dáma · f2 bílý pěšec · g2 bílý pěšec · h2 bílý pěšec · a1 bílý věž · c1 bílý střelec · f1 bílý věž · g1 bílý král | a8 černý věž · d8 černý dáma · h8 černý věž · a7 černý pěšec · b7 černý pěšec · e7 černý král · f7 černý pěšec · g7 černý pěšec · h7 černý pěšec · d6 černý střelec · e6 černý pěšec · f6 černý jezdec · b5 bílý střelec · c5 černý pěšec · e5 bílý jezdec · f5 černý střelec · a4 bílý pěšec · b4 černý jezdec · d4 bílý pěšec · e4 bílý pěšec · c3 bílý jezdec · b2 bílý pěšec · e2 bílý dáma · f2 bílý pěšec · g2 bílý pěšec · h2 bílý pěšec · a1 bílý věž · c1 bílý střelec · f1 bílý věž · g1 bílý král | a8 černý věž · d8 černý dáma · h8 černý věž · a7 černý pěšec · b7 černý pěšec · e7 černý král · f7 černý pěšec · g7 černý pěšec · h7 černý pěšec · d6 černý střelec · e6 černý pěšec · f6 černý jezdec · b5 bílý střelec · c5 černý pěšec · e5 bílý jezdec · f5 černý střelec · a4 bílý pěšec · b4 černý jezdec · d4 bílý pěšec · e4 bílý pěšec · c3 bílý jezdec · b2 bílý pěšec · e2 bílý dáma · f2 bílý pěšec · g2 bílý pěšec · h2 bílý pěšec · a1 bílý věž · c1 bílý střelec · f1 bílý věž · g1 bílý král | a8 černý věž · d8 černý dáma · h8 černý věž · a7 černý pěšec · b7 černý pěšec · e7 černý král · f7 černý pěšec · g7 černý pěšec · h7 černý pěšec · d6 černý střelec · e6 černý pěšec · f6 černý jezdec · b5 bílý střelec · c5 černý pěšec · e5 bílý jezdec · f5 černý střelec · a4 bílý pěšec · b4 černý jezdec · d4 bílý pěšec · e4 bílý pěšec · c3 bílý jezdec · b2 bílý pěšec · e2 bílý dáma · f2 bílý pěšec · g2 bílý pěšec · h2 bílý pěšec · a1 bílý věž · c1 bílý střelec · f1 bílý věž · g1 bílý král | a8 černý věž · d8 černý dáma · h8 černý věž · a7 černý pěšec · b7 černý pěšec · e7 černý král · f7 černý pěšec · g7 černý pěšec · h7 černý pěšec · d6 černý střelec · e6 černý pěšec · f6 černý jezdec · b5 bílý střelec · c5 černý pěšec · e5 bílý jezdec · f5 černý střelec · a4 bílý pěšec · b4 černý jezdec · d4 bílý pěšec · e4 bílý pěšec · c3 bílý jezdec · b2 bílý pěšec · e2 bílý dáma · f2 bílý pěšec · g2 bílý pěšec · h2 bílý pěšec · a1 bílý věž · c1 bílý střelec · f1 bílý věž · g1 bílý král | 3 |
| 2 | a8 černý věž · d8 černý dáma · h8 černý věž · a7 černý pěšec · b7 černý pěšec · e7 černý král · f7 černý pěšec · g7 černý pěšec · h7 černý pěšec · d6 černý střelec · e6 černý pěšec · f6 černý jezdec · b5 bílý střelec · c5 černý pěšec · e5 bílý jezdec · f5 černý střelec · a4 bílý pěšec · b4 černý jezdec · d4 bílý pěšec · e4 bílý pěšec · c3 bílý jezdec · b2 bílý pěšec · e2 bílý dáma · f2 bílý pěšec · g2 bílý pěšec · h2 bílý pěšec · a1 bílý věž · c1 bílý střelec · f1 bílý věž · g1 bílý král | a8 černý věž · d8 černý dáma · h8 černý věž · a7 černý pěšec · b7 černý pěšec · e7 černý král · f7 černý pěšec · g7 černý pěšec · h7 černý pěšec · d6 černý střelec · e6 černý pěšec · f6 černý jezdec · b5 bílý střelec · c5 černý pěšec · e5 bílý jezdec · f5 černý střelec · a4 bílý pěšec · b4 černý jezdec · d4 bílý pěšec · e4 bílý pěšec · c3 bílý jezdec · b2 bílý pěšec · e2 bílý dáma · f2 bílý pěšec · g2 bílý pěšec · h2 bílý pěšec · a1 bílý věž · c1 bílý střelec · f1 bílý věž · g1 bílý král | a8 černý věž · d8 černý dáma · h8 černý věž · a7 černý pěšec · b7 černý pěšec · e7 černý král · f7 černý pěšec · g7 černý pěšec · h7 černý pěšec · d6 černý střelec · e6 černý pěšec · f6 černý jezdec · b5 bílý střelec · c5 černý pěšec · e5 bílý jezdec · f5 černý střelec · a4 bílý pěšec · b4 černý jezdec · d4 bílý pěšec · e4 bílý pěšec · c3 bílý jezdec · b2 bílý pěšec · e2 bílý dáma · f2 bílý pěšec · g2 bílý pěšec · h2 bílý pěšec · a1 bílý věž · c1 bílý střelec · f1 bílý věž · g1 bílý král | a8 černý věž · d8 černý dáma · h8 černý věž · a7 černý pěšec · b7 černý pěšec · e7 černý král · f7 černý pěšec · g7 černý pěšec · h7 černý pěšec · d6 černý střelec · e6 černý pěšec · f6 černý jezdec · b5 bílý střelec · c5 černý pěšec · e5 bílý jezdec · f5 černý střelec · a4 bílý pěšec · b4 černý jezdec · d4 bílý pěšec · e4 bílý pěšec · c3 bílý jezdec · b2 bílý pěšec · e2 bílý dáma · f2 bílý pěšec · g2 bílý pěšec · h2 bílý pěšec · a1 bílý věž · c1 bílý střelec · f1 bílý věž · g1 bílý král | a8 černý věž · d8 černý dáma · h8 černý věž · a7 černý pěšec · b7 černý pěšec · e7 černý král · f7 černý pěšec · g7 černý pěšec · h7 černý pěšec · d6 černý střelec · e6 černý pěšec · f6 černý jezdec · b5 bílý střelec · c5 černý pěšec · e5 bílý jezdec · f5 černý střelec · a4 bílý pěšec · b4 černý jezdec · d4 bílý pěšec · e4 bílý pěšec · c3 bílý jezdec · b2 bílý pěšec · e2 bílý dáma · f2 bílý pěšec · g2 bílý pěšec · h2 bílý pěšec · a1 bílý věž · c1 bílý střelec · f1 bílý věž · g1 bílý král | a8 černý věž · d8 černý dáma · h8 černý věž · a7 černý pěšec · b7 černý pěšec · e7 černý král · f7 černý pěšec · g7 černý pěšec · h7 černý pěšec · d6 černý střelec · e6 černý pěšec · f6 černý jezdec · b5 bílý střelec · c5 černý pěšec · e5 bílý jezdec · f5 černý střelec · a4 bílý pěšec · b4 černý jezdec · d4 bílý pěšec · e4 bílý pěšec · c3 bílý jezdec · b2 bílý pěšec · e2 bílý dáma · f2 bílý pěšec · g2 bílý pěšec · h2 bílý pěšec · a1 bílý věž · c1 bílý střelec · f1 bílý věž · g1 bílý král | a8 černý věž · d8 černý dáma · h8 černý věž · a7 černý pěšec · b7 černý pěšec · e7 černý král · f7 černý pěšec · g7 černý pěšec · h7 černý pěšec · d6 černý střelec · e6 černý pěšec · f6 černý jezdec · b5 bílý střelec · c5 černý pěšec · e5 bílý jezdec · f5 černý střelec · a4 bílý pěšec · b4 černý jezdec · d4 bílý pěšec · e4 bílý pěšec · c3 bílý jezdec · b2 bílý pěšec · e2 bílý dáma · f2 bílý pěšec · g2 bílý pěšec · h2 bílý pěšec · a1 bílý věž · c1 bílý střelec · f1 bílý věž · g1 bílý král | a8 černý věž · d8 černý dáma · h8 černý věž · a7 černý pěšec · b7 černý pěšec · e7 černý král · f7 černý pěšec · g7 černý pěšec · h7 černý pěšec · d6 černý střelec · e6 černý pěšec · f6 černý jezdec · b5 bílý střelec · c5 černý pěšec · e5 bílý jezdec · f5 černý střelec · a4 bílý pěšec · b4 černý jezdec · d4 bílý pěšec · e4 bílý pěšec · c3 bílý jezdec · b2 bílý pěšec · e2 bílý dáma · f2 bílý pěšec · g2 bílý pěšec · h2 bílý pěšec · a1 bílý věž · c1 bílý střelec · f1 bílý věž · g1 bílý král | 2 |
| 1 | a8 černý věž · d8 černý dáma · h8 černý věž · a7 černý pěšec · b7 černý pěšec · e7 černý král · f7 černý pěšec · g7 černý pěšec · h7 černý pěšec · d6 černý střelec · e6 černý pěšec · f6 černý jezdec · b5 bílý střelec · c5 černý pěšec · e5 bílý jezdec · f5 černý střelec · a4 bílý pěšec · b4 černý jezdec · d4 bílý pěšec · e4 bílý pěšec · c3 bílý jezdec · b2 bílý pěšec · e2 bílý dáma · f2 bílý pěšec · g2 bílý pěšec · h2 bílý pěšec · a1 bílý věž · c1 bílý střelec · f1 bílý věž · g1 bílý král | a8 černý věž · d8 černý dáma · h8 černý věž · a7 černý pěšec · b7 černý pěšec · e7 černý král · f7 černý pěšec · g7 černý pěšec · h7 černý pěšec · d6 černý střelec · e6 černý pěšec · f6 černý jezdec · b5 bílý střelec · c5 černý pěšec · e5 bílý jezdec · f5 černý střelec · a4 bílý pěšec · b4 černý jezdec · d4 bílý pěšec · e4 bílý pěšec · c3 bílý jezdec · b2 bílý pěšec · e2 bílý dáma · f2 bílý pěšec · g2 bílý pěšec · h2 bílý pěšec · a1 bílý věž · c1 bílý střelec · f1 bílý věž · g1 bílý král | a8 černý věž · d8 černý dáma · h8 černý věž · a7 černý pěšec · b7 černý pěšec · e7 černý král · f7 černý pěšec · g7 černý pěšec · h7 černý pěšec · d6 černý střelec · e6 černý pěšec · f6 černý jezdec · b5 bílý střelec · c5 černý pěšec · e5 bílý jezdec · f5 černý střelec · a4 bílý pěšec · b4 černý jezdec · d4 bílý pěšec · e4 bílý pěšec · c3 bílý jezdec · b2 bílý pěšec · e2 bílý dáma · f2 bílý pěšec · g2 bílý pěšec · h2 bílý pěšec · a1 bílý věž · c1 bílý střelec · f1 bílý věž · g1 bílý král | a8 černý věž · d8 černý dáma · h8 černý věž · a7 černý pěšec · b7 černý pěšec · e7 černý král · f7 černý pěšec · g7 černý pěšec · h7 černý pěšec · d6 černý střelec · e6 černý pěšec · f6 černý jezdec · b5 bílý střelec · c5 černý pěšec · e5 bílý jezdec · f5 černý střelec · a4 bílý pěšec · b4 černý jezdec · d4 bílý pěšec · e4 bílý pěšec · c3 bílý jezdec · b2 bílý pěšec · e2 bílý dáma · f2 bílý pěšec · g2 bílý pěšec · h2 bílý pěšec · a1 bílý věž · c1 bílý střelec · f1 bílý věž · g1 bílý král | a8 černý věž · d8 černý dáma · h8 černý věž · a7 černý pěšec · b7 černý pěšec · e7 černý král · f7 černý pěšec · g7 černý pěšec · h7 černý pěšec · d6 černý střelec · e6 černý pěšec · f6 černý jezdec · b5 bílý střelec · c5 černý pěšec · e5 bílý jezdec · f5 černý střelec · a4 bílý pěšec · b4 černý jezdec · d4 bílý pěšec · e4 bílý pěšec · c3 bílý jezdec · b2 bílý pěšec · e2 bílý dáma · f2 bílý pěšec · g2 bílý pěšec · h2 bílý pěšec · a1 bílý věž · c1 bílý střelec · f1 bílý věž · g1 bílý král | a8 černý věž · d8 černý dáma · h8 černý věž · a7 černý pěšec · b7 černý pěšec · e7 černý král · f7 černý pěšec · g7 černý pěšec · h7 černý pěšec · d6 černý střelec · e6 černý pěšec · f6 černý jezdec · b5 bílý střelec · c5 černý pěšec · e5 bílý jezdec · f5 černý střelec · a4 bílý pěšec · b4 černý jezdec · d4 bílý pěšec · e4 bílý pěšec · c3 bílý jezdec · b2 bílý pěšec · e2 bílý dáma · f2 bílý pěšec · g2 bílý pěšec · h2 bílý pěšec · a1 bílý věž · c1 bílý střelec · f1 bílý věž · g1 bílý král | a8 černý věž · d8 černý dáma · h8 černý věž · a7 černý pěšec · b7 černý pěšec · e7 černý král · f7 černý pěšec · g7 černý pěšec · h7 černý pěšec · d6 černý střelec · e6 černý pěšec · f6 černý jezdec · b5 bílý střelec · c5 černý pěšec · e5 bílý jezdec · f5 černý střelec · a4 bílý pěšec · b4 černý jezdec · d4 bílý pěšec · e4 bílý pěšec · c3 bílý jezdec · b2 bílý pěšec · e2 bílý dáma · f2 bílý pěšec · g2 bílý pěšec · h2 bílý pěšec · a1 bílý věž · c1 bílý střelec · f1 bílý věž · g1 bílý král | a8 černý věž · d8 černý dáma · h8 černý věž · a7 černý pěšec · b7 černý pěšec · e7 černý král · f7 černý pěšec · g7 černý pěšec · h7 černý pěšec · d6 černý střelec · e6 černý pěšec · f6 černý jezdec · b5 bílý střelec · c5 černý pěšec · e5 bílý jezdec · f5 černý střelec · a4 bílý pěšec · b4 černý jezdec · d4 bílý pěšec · e4 bílý pěšec · c3 bílý jezdec · b2 bílý pěšec · e2 bílý dáma · f2 bílý pěšec · g2 bílý pěšec · h2 bílý pěšec · a1 bílý věž · c1 bílý střelec · f1 bílý věž · g1 bílý král | 1 |
|   | a | b | c | d | e | f | g | h |   |

|   | a | b | c | d | e | f | g | h |   |
| 8 | b7 bílý střelec · e7 černý jezdec · f7 černý pěšec · g7 černý král · b6 černý střelec · e5 černý pěšec · f5 bílý pěšec · g5 černý pěšec · b4 bílý pěšec · d4 černý pěšec · a3 černý pěšec · d3 bílý jezdec · f3 bílý pěšec · a2 černý věž · d2 bílý střelec · h2 bílý pěšec · c1 bílý věž · e1 bílý král | b7 bílý střelec · e7 černý jezdec · f7 černý pěšec · g7 černý král · b6 černý střelec · e5 černý pěšec · f5 bílý pěšec · g5 černý pěšec · b4 bílý pěšec · d4 černý pěšec · a3 černý pěšec · d3 bílý jezdec · f3 bílý pěšec · a2 černý věž · d2 bílý střelec · h2 bílý pěšec · c1 bílý věž · e1 bílý král | b7 bílý střelec · e7 černý jezdec · f7 černý pěšec · g7 černý král · b6 černý střelec · e5 černý pěšec · f5 bílý pěšec · g5 černý pěšec · b4 bílý pěšec · d4 černý pěšec · a3 černý pěšec · d3 bílý jezdec · f3 bílý pěšec · a2 černý věž · d2 bílý střelec · h2 bílý pěšec · c1 bílý věž · e1 bílý král | b7 bílý střelec · e7 černý jezdec · f7 černý pěšec · g7 černý král · b6 černý střelec · e5 černý pěšec · f5 bílý pěšec · g5 černý pěšec · b4 bílý pěšec · d4 černý pěšec · a3 černý pěšec · d3 bílý jezdec · f3 bílý pěšec · a2 černý věž · d2 bílý střelec · h2 bílý pěšec · c1 bílý věž · e1 bílý král | b7 bílý střelec · e7 černý jezdec · f7 černý pěšec · g7 černý král · b6 černý střelec · e5 černý pěšec · f5 bílý pěšec · g5 černý pěšec · b4 bílý pěšec · d4 černý pěšec · a3 černý pěšec · d3 bílý jezdec · f3 bílý pěšec · a2 černý věž · d2 bílý střelec · h2 bílý pěšec · c1 bílý věž · e1 bílý král | b7 bílý střelec · e7 černý jezdec · f7 černý pěšec · g7 černý král · b6 černý střelec · e5 černý pěšec · f5 bílý pěšec · g5 černý pěšec · b4 bílý pěšec · d4 černý pěšec · a3 černý pěšec · d3 bílý jezdec · f3 bílý pěšec · a2 černý věž · d2 bílý střelec · h2 bílý pěšec · c1 bílý věž · e1 bílý král | b7 bílý střelec · e7 černý jezdec · f7 černý pěšec · g7 černý král · b6 černý střelec · e5 černý pěšec · f5 bílý pěšec · g5 černý pěšec · b4 bílý pěšec · d4 černý pěšec · a3 černý pěšec · d3 bílý jezdec · f3 bílý pěšec · a2 černý věž · d2 bílý střelec · h2 bílý pěšec · c1 bílý věž · e1 bílý král | b7 bílý střelec · e7 černý jezdec · f7 černý pěšec · g7 černý král · b6 černý střelec · e5 černý pěšec · f5 bílý pěšec · g5 černý pěšec · b4 bílý pěšec · d4 černý pěšec · a3 černý pěšec · d3 bílý jezdec · f3 bílý pěšec · a2 černý věž · d2 bílý střelec · h2 bílý pěšec · c1 bílý věž · e1 bílý král | 8 |
| 7 | b7 bílý střelec · e7 černý jezdec · f7 černý pěšec · g7 černý král · b6 černý střelec · e5 černý pěšec · f5 bílý pěšec · g5 černý pěšec · b4 bílý pěšec · d4 černý pěšec · a3 černý pěšec · d3 bílý jezdec · f3 bílý pěšec · a2 černý věž · d2 bílý střelec · h2 bílý pěšec · c1 bílý věž · e1 bílý král | b7 bílý střelec · e7 černý jezdec · f7 černý pěšec · g7 černý král · b6 černý střelec · e5 černý pěšec · f5 bílý pěšec · g5 černý pěšec · b4 bílý pěšec · d4 černý pěšec · a3 černý pěšec · d3 bílý jezdec · f3 bílý pěšec · a2 černý věž · d2 bílý střelec · h2 bílý pěšec · c1 bílý věž · e1 bílý král | b7 bílý střelec · e7 černý jezdec · f7 černý pěšec · g7 černý král · b6 černý střelec · e5 černý pěšec · f5 bílý pěšec · g5 černý pěšec · b4 bílý pěšec · d4 černý pěšec · a3 černý pěšec · d3 bílý jezdec · f3 bílý pěšec · a2 černý věž · d2 bílý střelec · h2 bílý pěšec · c1 bílý věž · e1 bílý král | b7 bílý střelec · e7 černý jezdec · f7 černý pěšec · g7 černý král · b6 černý střelec · e5 černý pěšec · f5 bílý pěšec · g5 černý pěšec · b4 bílý pěšec · d4 černý pěšec · a3 černý pěšec · d3 bílý jezdec · f3 bílý pěšec · a2 černý věž · d2 bílý střelec · h2 bílý pěšec · c1 bílý věž · e1 bílý král | b7 bílý střelec · e7 černý jezdec · f7 černý pěšec · g7 černý král · b6 černý střelec · e5 černý pěšec · f5 bílý pěšec · g5 černý pěšec · b4 bílý pěšec · d4 černý pěšec · a3 černý pěšec · d3 bílý jezdec · f3 bílý pěšec · a2 černý věž · d2 bílý střelec · h2 bílý pěšec · c1 bílý věž · e1 bílý král | b7 bílý střelec · e7 černý jezdec · f7 černý pěšec · g7 černý král · b6 černý střelec · e5 černý pěšec · f5 bílý pěšec · g5 černý pěšec · b4 bílý pěšec · d4 černý pěšec · a3 černý pěšec · d3 bílý jezdec · f3 bílý pěšec · a2 černý věž · d2 bílý střelec · h2 bílý pěšec · c1 bílý věž · e1 bílý král | b7 bílý střelec · e7 černý jezdec · f7 černý pěšec · g7 černý král · b6 černý střelec · e5 černý pěšec · f5 bílý pěšec · g5 černý pěšec · b4 bílý pěšec · d4 černý pěšec · a3 černý pěšec · d3 bílý jezdec · f3 bílý pěšec · a2 černý věž · d2 bílý střelec · h2 bílý pěšec · c1 bílý věž · e1 bílý král | b7 bílý střelec · e7 černý jezdec · f7 černý pěšec · g7 černý král · b6 černý střelec · e5 černý pěšec · f5 bílý pěšec · g5 černý pěšec · b4 bílý pěšec · d4 černý pěšec · a3 černý pěšec · d3 bílý jezdec · f3 bílý pěšec · a2 černý věž · d2 bílý střelec · h2 bílý pěšec · c1 bílý věž · e1 bílý král | 7 |
| 6 | b7 bílý střelec · e7 černý jezdec · f7 černý pěšec · g7 černý král · b6 černý střelec · e5 černý pěšec · f5 bílý pěšec · g5 černý pěšec · b4 bílý pěšec · d4 černý pěšec · a3 černý pěšec · d3 bílý jezdec · f3 bílý pěšec · a2 černý věž · d2 bílý střelec · h2 bílý pěšec · c1 bílý věž · e1 bílý král | b7 bílý střelec · e7 černý jezdec · f7 černý pěšec · g7 černý král · b6 černý střelec · e5 černý pěšec · f5 bílý pěšec · g5 černý pěšec · b4 bílý pěšec · d4 černý pěšec · a3 černý pěšec · d3 bílý jezdec · f3 bílý pěšec · a2 černý věž · d2 bílý střelec · h2 bílý pěšec · c1 bílý věž · e1 bílý král | b7 bílý střelec · e7 černý jezdec · f7 černý pěšec · g7 černý král · b6 černý střelec · e5 černý pěšec · f5 bílý pěšec · g5 černý pěšec · b4 bílý pěšec · d4 černý pěšec · a3 černý pěšec · d3 bílý jezdec · f3 bílý pěšec · a2 černý věž · d2 bílý střelec · h2 bílý pěšec · c1 bílý věž · e1 bílý král | b7 bílý střelec · e7 černý jezdec · f7 černý pěšec · g7 černý král · b6 černý střelec · e5 černý pěšec · f5 bílý pěšec · g5 černý pěšec · b4 bílý pěšec · d4 černý pěšec · a3 černý pěšec · d3 bílý jezdec · f3 bílý pěšec · a2 černý věž · d2 bílý střelec · h2 bílý pěšec · c1 bílý věž · e1 bílý král | b7 bílý střelec · e7 černý jezdec · f7 černý pěšec · g7 černý král · b6 černý střelec · e5 černý pěšec · f5 bílý pěšec · g5 černý pěšec · b4 bílý pěšec · d4 černý pěšec · a3 černý pěšec · d3 bílý jezdec · f3 bílý pěšec · a2 černý věž · d2 bílý střelec · h2 bílý pěšec · c1 bílý věž · e1 bílý král | b7 bílý střelec · e7 černý jezdec · f7 černý pěšec · g7 černý král · b6 černý střelec · e5 černý pěšec · f5 bílý pěšec · g5 černý pěšec · b4 bílý pěšec · d4 černý pěšec · a3 černý pěšec · d3 bílý jezdec · f3 bílý pěšec · a2 černý věž · d2 bílý střelec · h2 bílý pěšec · c1 bílý věž · e1 bílý král | b7 bílý střelec · e7 černý jezdec · f7 černý pěšec · g7 černý král · b6 černý střelec · e5 černý pěšec · f5 bílý pěšec · g5 černý pěšec · b4 bílý pěšec · d4 černý pěšec · a3 černý pěšec · d3 bílý jezdec · f3 bílý pěšec · a2 černý věž · d2 bílý střelec · h2 bílý pěšec · c1 bílý věž · e1 bílý král | b7 bílý střelec · e7 černý jezdec · f7 černý pěšec · g7 černý král · b6 černý střelec · e5 černý pěšec · f5 bílý pěšec · g5 černý pěšec · b4 bílý pěšec · d4 černý pěšec · a3 černý pěšec · d3 bílý jezdec · f3 bílý pěšec · a2 černý věž · d2 bílý střelec · h2 bílý pěšec · c1 bílý věž · e1 bílý král | 6 |
| 5 | b7 bílý střelec · e7 černý jezdec · f7 černý pěšec · g7 černý král · b6 černý střelec · e5 černý pěšec · f5 bílý pěšec · g5 černý pěšec · b4 bílý pěšec · d4 černý pěšec · a3 černý pěšec · d3 bílý jezdec · f3 bílý pěšec · a2 černý věž · d2 bílý střelec · h2 bílý pěšec · c1 bílý věž · e1 bílý král | b7 bílý střelec · e7 černý jezdec · f7 černý pěšec · g7 černý král · b6 černý střelec · e5 černý pěšec · f5 bílý pěšec · g5 černý pěšec · b4 bílý pěšec · d4 černý pěšec · a3 černý pěšec · d3 bílý jezdec · f3 bílý pěšec · a2 černý věž · d2 bílý střelec · h2 bílý pěšec · c1 bílý věž · e1 bílý král | b7 bílý střelec · e7 černý jezdec · f7 černý pěšec · g7 černý král · b6 černý střelec · e5 černý pěšec · f5 bílý pěšec · g5 černý pěšec · b4 bílý pěšec · d4 černý pěšec · a3 černý pěšec · d3 bílý jezdec · f3 bílý pěšec · a2 černý věž · d2 bílý střelec · h2 bílý pěšec · c1 bílý věž · e1 bílý král | b7 bílý střelec · e7 černý jezdec · f7 černý pěšec · g7 černý král · b6 černý střelec · e5 černý pěšec · f5 bílý pěšec · g5 černý pěšec · b4 bílý pěšec · d4 černý pěšec · a3 černý pěšec · d3 bílý jezdec · f3 bílý pěšec · a2 černý věž · d2 bílý střelec · h2 bílý pěšec · c1 bílý věž · e1 bílý král | b7 bílý střelec · e7 černý jezdec · f7 černý pěšec · g7 černý král · b6 černý střelec · e5 černý pěšec · f5 bílý pěšec · g5 černý pěšec · b4 bílý pěšec · d4 černý pěšec · a3 černý pěšec · d3 bílý jezdec · f3 bílý pěšec · a2 černý věž · d2 bílý střelec · h2 bílý pěšec · c1 bílý věž · e1 bílý král | b7 bílý střelec · e7 černý jezdec · f7 černý pěšec · g7 černý král · b6 černý střelec · e5 černý pěšec · f5 bílý pěšec · g5 černý pěšec · b4 bílý pěšec · d4 černý pěšec · a3 černý pěšec · d3 bílý jezdec · f3 bílý pěšec · a2 černý věž · d2 bílý střelec · h2 bílý pěšec · c1 bílý věž · e1 bílý král | b7 bílý střelec · e7 černý jezdec · f7 černý pěšec · g7 černý král · b6 černý střelec · e5 černý pěšec · f5 bílý pěšec · g5 černý pěšec · b4 bílý pěšec · d4 černý pěšec · a3 černý pěšec · d3 bílý jezdec · f3 bílý pěšec · a2 černý věž · d2 bílý střelec · h2 bílý pěšec · c1 bílý věž · e1 bílý král | b7 bílý střelec · e7 černý jezdec · f7 černý pěšec · g7 černý král · b6 černý střelec · e5 černý pěšec · f5 bílý pěšec · g5 černý pěšec · b4 bílý pěšec · d4 černý pěšec · a3 černý pěšec · d3 bílý jezdec · f3 bílý pěšec · a2 černý věž · d2 bílý střelec · h2 bílý pěšec · c1 bílý věž · e1 bílý král | 5 |
| 4 | b7 bílý střelec · e7 černý jezdec · f7 černý pěšec · g7 černý král · b6 černý střelec · e5 černý pěšec · f5 bílý pěšec · g5 černý pěšec · b4 bílý pěšec · d4 černý pěšec · a3 černý pěšec · d3 bílý jezdec · f3 bílý pěšec · a2 černý věž · d2 bílý střelec · h2 bílý pěšec · c1 bílý věž · e1 bílý král | b7 bílý střelec · e7 černý jezdec · f7 černý pěšec · g7 černý král · b6 černý střelec · e5 černý pěšec · f5 bílý pěšec · g5 černý pěšec · b4 bílý pěšec · d4 černý pěšec · a3 černý pěšec · d3 bílý jezdec · f3 bílý pěšec · a2 černý věž · d2 bílý střelec · h2 bílý pěšec · c1 bílý věž · e1 bílý král | b7 bílý střelec · e7 černý jezdec · f7 černý pěšec · g7 černý král · b6 černý střelec · e5 černý pěšec · f5 bílý pěšec · g5 černý pěšec · b4 bílý pěšec · d4 černý pěšec · a3 černý pěšec · d3 bílý jezdec · f3 bílý pěšec · a2 černý věž · d2 bílý střelec · h2 bílý pěšec · c1 bílý věž · e1 bílý král | b7 bílý střelec · e7 černý jezdec · f7 černý pěšec · g7 černý král · b6 černý střelec · e5 černý pěšec · f5 bílý pěšec · g5 černý pěšec · b4 bílý pěšec · d4 černý pěšec · a3 černý pěšec · d3 bílý jezdec · f3 bílý pěšec · a2 černý věž · d2 bílý střelec · h2 bílý pěšec · c1 bílý věž · e1 bílý král | b7 bílý střelec · e7 černý jezdec · f7 černý pěšec · g7 černý král · b6 černý střelec · e5 černý pěšec · f5 bílý pěšec · g5 černý pěšec · b4 bílý pěšec · d4 černý pěšec · a3 černý pěšec · d3 bílý jezdec · f3 bílý pěšec · a2 černý věž · d2 bílý střelec · h2 bílý pěšec · c1 bílý věž · e1 bílý král | b7 bílý střelec · e7 černý jezdec · f7 černý pěšec · g7 černý král · b6 černý střelec · e5 černý pěšec · f5 bílý pěšec · g5 černý pěšec · b4 bílý pěšec · d4 černý pěšec · a3 černý pěšec · d3 bílý jezdec · f3 bílý pěšec · a2 černý věž · d2 bílý střelec · h2 bílý pěšec · c1 bílý věž · e1 bílý král | b7 bílý střelec · e7 černý jezdec · f7 černý pěšec · g7 černý král · b6 černý střelec · e5 černý pěšec · f5 bílý pěšec · g5 černý pěšec · b4 bílý pěšec · d4 černý pěšec · a3 černý pěšec · d3 bílý jezdec · f3 bílý pěšec · a2 černý věž · d2 bílý střelec · h2 bílý pěšec · c1 bílý věž · e1 bílý král | b7 bílý střelec · e7 černý jezdec · f7 černý pěšec · g7 černý král · b6 černý střelec · e5 černý pěšec · f5 bílý pěšec · g5 černý pěšec · b4 bílý pěšec · d4 černý pěšec · a3 černý pěšec · d3 bílý jezdec · f3 bílý pěšec · a2 černý věž · d2 bílý střelec · h2 bílý pěšec · c1 bílý věž · e1 bílý král | 4 |
| 3 | b7 bílý střelec · e7 černý jezdec · f7 černý pěšec · g7 černý král · b6 černý střelec · e5 černý pěšec · f5 bílý pěšec · g5 černý pěšec · b4 bílý pěšec · d4 černý pěšec · a3 černý pěšec · d3 bílý jezdec · f3 bílý pěšec · a2 černý věž · d2 bílý střelec · h2 bílý pěšec · c1 bílý věž · e1 bílý král | b7 bílý střelec · e7 černý jezdec · f7 černý pěšec · g7 černý král · b6 černý střelec · e5 černý pěšec · f5 bílý pěšec · g5 černý pěšec · b4 bílý pěšec · d4 černý pěšec · a3 černý pěšec · d3 bílý jezdec · f3 bílý pěšec · a2 černý věž · d2 bílý střelec · h2 bílý pěšec · c1 bílý věž · e1 bílý král | b7 bílý střelec · e7 černý jezdec · f7 černý pěšec · g7 černý král · b6 černý střelec · e5 černý pěšec · f5 bílý pěšec · g5 černý pěšec · b4 bílý pěšec · d4 černý pěšec · a3 černý pěšec · d3 bílý jezdec · f3 bílý pěšec · a2 černý věž · d2 bílý střelec · h2 bílý pěšec · c1 bílý věž · e1 bílý král | b7 bílý střelec · e7 černý jezdec · f7 černý pěšec · g7 černý král · b6 černý střelec · e5 černý pěšec · f5 bílý pěšec · g5 černý pěšec · b4 bílý pěšec · d4 černý pěšec · a3 černý pěšec · d3 bílý jezdec · f3 bílý pěšec · a2 černý věž · d2 bílý střelec · h2 bílý pěšec · c1 bílý věž · e1 bílý král | b7 bílý střelec · e7 černý jezdec · f7 černý pěšec · g7 černý král · b6 černý střelec · e5 černý pěšec · f5 bílý pěšec · g5 černý pěšec · b4 bílý pěšec · d4 černý pěšec · a3 černý pěšec · d3 bílý jezdec · f3 bílý pěšec · a2 černý věž · d2 bílý střelec · h2 bílý pěšec · c1 bílý věž · e1 bílý král | b7 bílý střelec · e7 černý jezdec · f7 černý pěšec · g7 černý král · b6 černý střelec · e5 černý pěšec · f5 bílý pěšec · g5 černý pěšec · b4 bílý pěšec · d4 černý pěšec · a3 černý pěšec · d3 bílý jezdec · f3 bílý pěšec · a2 černý věž · d2 bílý střelec · h2 bílý pěšec · c1 bílý věž · e1 bílý král | b7 bílý střelec · e7 černý jezdec · f7 černý pěšec · g7 černý král · b6 černý střelec · e5 černý pěšec · f5 bílý pěšec · g5 černý pěšec · b4 bílý pěšec · d4 černý pěšec · a3 černý pěšec · d3 bílý jezdec · f3 bílý pěšec · a2 černý věž · d2 bílý střelec · h2 bílý pěšec · c1 bílý věž · e1 bílý král | b7 bílý střelec · e7 černý jezdec · f7 černý pěšec · g7 černý král · b6 černý střelec · e5 černý pěšec · f5 bílý pěšec · g5 černý pěšec · b4 bílý pěšec · d4 černý pěšec · a3 černý pěšec · d3 bílý jezdec · f3 bílý pěšec · a2 černý věž · d2 bílý střelec · h2 bílý pěšec · c1 bílý věž · e1 bílý král | 3 |
| 2 | b7 bílý střelec · e7 černý jezdec · f7 černý pěšec · g7 černý král · b6 černý střelec · e5 černý pěšec · f5 bílý pěšec · g5 černý pěšec · b4 bílý pěšec · d4 černý pěšec · a3 černý pěšec · d3 bílý jezdec · f3 bílý pěšec · a2 černý věž · d2 bílý střelec · h2 bílý pěšec · c1 bílý věž · e1 bílý král | b7 bílý střelec · e7 černý jezdec · f7 černý pěšec · g7 černý král · b6 černý střelec · e5 černý pěšec · f5 bílý pěšec · g5 černý pěšec · b4 bílý pěšec · d4 černý pěšec · a3 černý pěšec · d3 bílý jezdec · f3 bílý pěšec · a2 černý věž · d2 bílý střelec · h2 bílý pěšec · c1 bílý věž · e1 bílý král | b7 bílý střelec · e7 černý jezdec · f7 černý pěšec · g7 černý král · b6 černý střelec · e5 černý pěšec · f5 bílý pěšec · g5 černý pěšec · b4 bílý pěšec · d4 černý pěšec · a3 černý pěšec · d3 bílý jezdec · f3 bílý pěšec · a2 černý věž · d2 bílý střelec · h2 bílý pěšec · c1 bílý věž · e1 bílý král | b7 bílý střelec · e7 černý jezdec · f7 černý pěšec · g7 černý král · b6 černý střelec · e5 černý pěšec · f5 bílý pěšec · g5 černý pěšec · b4 bílý pěšec · d4 černý pěšec · a3 černý pěšec · d3 bílý jezdec · f3 bílý pěšec · a2 černý věž · d2 bílý střelec · h2 bílý pěšec · c1 bílý věž · e1 bílý král | b7 bílý střelec · e7 černý jezdec · f7 černý pěšec · g7 černý král · b6 černý střelec · e5 černý pěšec · f5 bílý pěšec · g5 černý pěšec · b4 bílý pěšec · d4 černý pěšec · a3 černý pěšec · d3 bílý jezdec · f3 bílý pěšec · a2 černý věž · d2 bílý střelec · h2 bílý pěšec · c1 bílý věž · e1 bílý král | b7 bílý střelec · e7 černý jezdec · f7 černý pěšec · g7 černý král · b6 černý střelec · e5 černý pěšec · f5 bílý pěšec · g5 černý pěšec · b4 bílý pěšec · d4 černý pěšec · a3 černý pěšec · d3 bílý jezdec · f3 bílý pěšec · a2 černý věž · d2 bílý střelec · h2 bílý pěšec · c1 bílý věž · e1 bílý král | b7 bílý střelec · e7 černý jezdec · f7 černý pěšec · g7 černý král · b6 černý střelec · e5 černý pěšec · f5 bílý pěšec · g5 černý pěšec · b4 bílý pěšec · d4 černý pěšec · a3 černý pěšec · d3 bílý jezdec · f3 bílý pěšec · a2 černý věž · d2 bílý střelec · h2 bílý pěšec · c1 bílý věž · e1 bílý král | b7 bílý střelec · e7 černý jezdec · f7 černý pěšec · g7 černý král · b6 černý střelec · e5 černý pěšec · f5 bílý pěšec · g5 černý pěšec · b4 bílý pěšec · d4 černý pěšec · a3 černý pěšec · d3 bílý jezdec · f3 bílý pěšec · a2 černý věž · d2 bílý střelec · h2 bílý pěšec · c1 bílý věž · e1 bílý král | 2 |
| 1 | b7 bílý střelec · e7 černý jezdec · f7 černý pěšec · g7 černý král · b6 černý střelec · e5 černý pěšec · f5 bílý pěšec · g5 černý pěšec · b4 bílý pěšec · d4 černý pěšec · a3 černý pěšec · d3 bílý jezdec · f3 bílý pěšec · a2 černý věž · d2 bílý střelec · h2 bílý pěšec · c1 bílý věž · e1 bílý král | b7 bílý střelec · e7 černý jezdec · f7 černý pěšec · g7 černý král · b6 černý střelec · e5 černý pěšec · f5 bílý pěšec · g5 černý pěšec · b4 bílý pěšec · d4 černý pěšec · a3 černý pěšec · d3 bílý jezdec · f3 bílý pěšec · a2 černý věž · d2 bílý střelec · h2 bílý pěšec · c1 bílý věž · e1 bílý král | b7 bílý střelec · e7 černý jezdec · f7 černý pěšec · g7 černý král · b6 černý střelec · e5 černý pěšec · f5 bílý pěšec · g5 černý pěšec · b4 bílý pěšec · d4 černý pěšec · a3 černý pěšec · d3 bílý jezdec · f3 bílý pěšec · a2 černý věž · d2 bílý střelec · h2 bílý pěšec · c1 bílý věž · e1 bílý král | b7 bílý střelec · e7 černý jezdec · f7 černý pěšec · g7 černý král · b6 černý střelec · e5 černý pěšec · f5 bílý pěšec · g5 černý pěšec · b4 bílý pěšec · d4 černý pěšec · a3 černý pěšec · d3 bílý jezdec · f3 bílý pěšec · a2 černý věž · d2 bílý střelec · h2 bílý pěšec · c1 bílý věž · e1 bílý král | b7 bílý střelec · e7 černý jezdec · f7 černý pěšec · g7 černý král · b6 černý střelec · e5 černý pěšec · f5 bílý pěšec · g5 černý pěšec · b4 bílý pěšec · d4 černý pěšec · a3 černý pěšec · d3 bílý jezdec · f3 bílý pěšec · a2 černý věž · d2 bílý střelec · h2 bílý pěšec · c1 bílý věž · e1 bílý král | b7 bílý střelec · e7 černý jezdec · f7 černý pěšec · g7 černý král · b6 černý střelec · e5 černý pěšec · f5 bílý pěšec · g5 černý pěšec · b4 bílý pěšec · d4 černý pěšec · a3 černý pěšec · d3 bílý jezdec · f3 bílý pěšec · a2 černý věž · d2 bílý střelec · h2 bílý pěšec · c1 bílý věž · e1 bílý král | b7 bílý střelec · e7 černý jezdec · f7 černý pěšec · g7 černý král · b6 černý střelec · e5 černý pěšec · f5 bílý pěšec · g5 černý pěšec · b4 bílý pěšec · d4 černý pěšec · a3 černý pěšec · d3 bílý jezdec · f3 bílý pěšec · a2 černý věž · d2 bílý střelec · h2 bílý pěšec · c1 bílý věž · e1 bílý král | b7 bílý střelec · e7 černý jezdec · f7 černý pěšec · g7 černý král · b6 černý střelec · e5 černý pěšec · f5 bílý pěšec · g5 černý pěšec · b4 bílý pěšec · d4 černý pěšec · a3 černý pěšec · d3 bílý jezdec · f3 bílý pěšec · a2 černý věž · d2 bílý střelec · h2 bílý pěšec · c1 bílý věž · e1 bílý král | 1 |
|   | a | b | c | d | e | f | g | h |   |

1. d4 d5 2. c4 c6 Ve své době měl Euwe se slovanskou obranou nejvíce zkušeností, kterou hrál na mistrovství světa jak za bílé, tak za černé – celkem 19krát. Slovanská obrana patří k častým zahájením hráčů světové špičky a je jednou z nejčastějších odpovědí na dámský gambit. 3. Jf3 Jf6 4. Jc3 dxc4 5. a4 Sf5 6. e3 Ja6 7. Sxc4 Jb4 8. 0-0 e6 9. Je5 Sd6 10. De2 c5 Hrubá chyba ze strany budoucího mistra světa. V důsledku toho se bude muset bránit proti silnému útoku, nebo ztratí figuru. Ačkoliv získá dva pěšče navíc, prohra je nevyhnutelná. 11. Sb5+ Ke7 12. e4 Sg6 13. Jxg6+ hxg6 14. e5 cxd4 15. Vd1 Sc7 16. exf6+ gxf6 17. g3 a6 18. Se3 Sb6 19. Sc4 Kf8 20. Je4 Kg7 21. Vac1 Vh5 22. Sf4 e5 23. g4 Vh8 24. Sg3 De7 Černému se daří bránit, Menčíková musí uvolnit sloupce. 25. Jd2 Vhe8 26. De4 Dd7 27. Jf3 Dc6 28. Dxc6 Dxc6 29. sd5 Vac8 30. Se4 Vc7 31. Je1 Vec8 32. Jd3 Je7 33. Vxc7 Vxc7 34. Kf1 Vc4 35. Sxb7 Vxa4 36. Vc1 g5 37. f3 Va2 38. Se1 a5 39. Sd2 f5 40. gxf5 a4 41. Ke1 a3 42. b4 Tento tah ukazuje, proč Menčíková nezahrála Sxg5. Kromě volného pěšce také chytila černou věž. 42... Kf6 43. Sa6 g4 44. Sc4 Vxd2 45. Kxd2 gxf3 46. Jc5 Kxf5 47. Sxf7 Sd8 48. Se6+ Kf6 49. Sg4 Jd5 50. Sxf3 Jxb4 51. Se4 Se7 52. Jd3 Ja2 53. Vc6+ Kg5 54. Vg6+ Kh4 55. Jxe5 Jc3 56. Kd3 Černý se vzdal. 1–0

## Výsledky

### Zápasy
| Rok  | Zápas                              | Místo     | Výsledek | Výhry | Remízy | Prohry | Soupeř(ka)               |
| ---- | ---------------------------------- | --------- | -------- | ----- | ------ | ------ | ------------------------ |
| 1925 | 1. zápas s mistryní Velké Británie | —         | 3:2      | —     | —      | —      | Edith Charlotte Priceová |
| 1925 | 2. zápas s mistryní Velké Británie | —         | 3:2      | —     | —      | —      | Edith Charlotte Priceová |
| 1934 | Zápas o titul mistryně světa       | Rotterdam | 3:1      | 3     | 0      | 1      | Sonja Grafová            |
| 1937 | Zápas o titul mistryně světa       | Semmering | 11,5:4,5 | 9     | 5      | 2      | Sonja Grafová            |
| 1942 | Zápas Menčíková – Mieses           | —         | 6,5:3,5  | 4     | 5      | 1      | Jacques Mieses           |

### Turnaje mistrovství světa žen
Titul mistryně získala poprvé v roce 1927 a šestkrát ho obhájila v turnajích, když z 83 partií jich 78 vyhrála, čtyřikrát remizovala (s Michellovou v roce 1927 a s Wolf-Kalmarovou v roce 1930 a s Laubertovou a se Schwartzmannovou v roce 1939) a prohrála pouze s Henschelovou v roce 1930.
| Rok  | Turnaj                           | Místo        | Body | Partie | Výhry | Remízy | Prohry | Pořadí | Účast |
| ---- | -------------------------------- | ------------ | ---- | ------ | ----- | ------ | ------ | ------ | ----- |
| 1927 | 1. mistrovství světa v šachu žen | Londýn       | 10,5 | 11     | 10    | 1      | 0      | 1.     | 12    |
| 1930 | 2. mistrovství světa v šachu žen | Hamburk      | 6,5  | 8      | 6     | 1      | 1      | 1.     | 5     |
| 1931 | 3. mistrovství světa v šachu žen | Praha        | 8,0  | 8      | 8     | 0      | 0      | 1.     | 5     |
| 1933 | 4. mistrovství světa v šachu žen | Folkestone   | 14,0 | 14     | 14    | 0      | 0      | 1.     | 8     |
| 1935 | 5. mistrovství světa v šachu žen | Varšava      | 9,0  | 9      | 9     | 0      | 0      | 1.     | 10    |
| 1937 | 6. mistrovství světa v šachu žen | Stockholm    | 14,0 | 14     | 14    | 0      | 0      | 1.     | 26    |
| 1939 | 7. mistrovství světa v šachu žen | Buenos Aires | 18,0 | 19     | 17    | 2      | 0      | 1.     | 20    |

### Otevřené turnaje
Je považována za první šachistku historie, která se úspěšně účastnila mistrovských soutěží, kterých se účastnili téměř výhradně muži.
| Rok     | Turnaj                 | Místo             | Body | Partie | Výhry | Remízy | Prohry | Pořadí  | Medailisté                                                   |
| ------- | ---------------------- | ----------------- | ---- | ------ | ----- | ------ | ------ | ------- | ------------------------------------------------------------ |
| 1928    | Scarborough 1928       | Scarborough       | 4,5  | 9      | 4     | 1      | 4      | 7.–8.   | 1. Winter, 2. Colle, 3. Michell                              |
| 1929    | Karlovy Vary 1929      | Karlovy Vary      | 3,0  | 21     | 2     | 2      | 17     | 22.     | 1. Nimcovič, 2.–3. Capablanca a Spielmann                    |
| 1929    | Barcelona 1929         | Barcelona         | 7,0  | 14     | 4     | 6      | 4      | 8.–9.   | 1. Capablanca, 2. Tartakower, 3. Colle                       |
| 1929    | Paříž 1929             | Paříž             | 3,0  | 11     | 2     | 2      | 7      | 11.     | 1. Tartakower, 2.–4. Znosko Borovsky, Colle a Baratz         |
| 1929–30 | Hastings 1929–30       | Hastings          | 3,5  | 9      | 2     | 3      | 4      | 9.      | 1. Capablanca, 2. Vidmar, 3. Yates                           |
| 1930    | Canterbury 1930        | Canterbury        | 3,5  | 7      | 4     | 6      | 4      | 5.      | 1. Thomas, 2.–4. Winter, Seitz a Yates                       |
| 1930    | Scarborough 1930       | Scarborough       | 4,0  | 11     | 0     | 8      | 3      | 10.     | 1. Colle, 2. Maróczy, 3. Rubinstein                          |
| 1930–31 | Hastings 1930–31       | Hastings          | 3,0  | 9      | 2     | 2      | 5      | 8.–9.   | 1. Euwe, 2. Capablanca, 3. Sultan Khan                       |
| 1931–32 | Hastings 1931–32       | Hastings          | 4,0  | 9      | 3     | 2      | 4      | 5.–8.   | 1. Flohr, 2. Kashdan, 3. Euwe                                |
| 1932    | Cambridge 1932         | Cambridge         | 3,0  | 7      | 1     | 4      | 2      | 5.–7.   | 1. Sultan Khan, 2.–3. Van den Bosch a Alexander              |
| 1932    | Londýn 1932            | Londýn            | 4,5  | 11     | 3     | 3      | 5      | 8.      | 1. Aljechin, 2. Flohr, 3.–4. Kashdan a Sultan Khan           |
| 1932–33 | Hastings 1932–33       | Hastings          | 3,5  | 9      | 2     | 3      | 4      | 6.–8.   | 1. Flohr, 2. Pirc, 3.–4. Steiner a Sultan Khan               |
| 1933    | Mnichovo Hradiště 1933 | Mnichovo Hradiště | 4,5  | 11     | 2     | 5      | 4      | 8.–12.  | 1.–2. Flohr a Pokorný, 3. Richter                            |
| 1933–34 | Hastings 1933–34       | Hastings          | 2,5  | 9      | 2     | 1      | 6      | 8.      | 1. Flohr, 2.–3. Lilienthal a Aljechin                        |
| 1934    | Maribor 1934           | Maribor           | 5,0  | 8      | 3     | 4      | 1      | 3.      | 1.–2. Pirc a Steiner, 3. Menčíková                           |
| 1934–35 | Hastings 1934–35       | Hastings          | 3,0  | 9      | 1     | 4      | 4      | 8.      | 1.–3. Flohr, Euwe a Thomas                                   |
| 1935    | Margate 1935           | Margate           | 2,5  | 9      | 2     | 1      | 6      | 9.–10.  | 1. Reshevsky, 2. Capablanca, 3. Thomas                       |
| 1935    | Moskva 1935            | Moskva            | 1,5  | 19     | 0     | 3      | 16     | 20.     | 1.–2. Botvinnik a Flohr, 3. Lasker                           |
| 1936    | Margate 1936           | Margate           | 3,5  | 9      | 2     | 3      | 4      | 7.      | 1. Flohr, 2. Capablanca, 3. Stahlberg                        |
| 1936    | Poděbrady 1936         | Poděbrady         | 7,0  | 17     | 6     | 2      | 9      | 13.–14. | 1. Flohr, 2. Aljechin, 3. Foltys                             |
| 1936–37 | Hastings 1936–37       | Hastings          | 2,5  | 9      | 0     | 5      | 4      | 9.      | 1. Euwe, 2. Capablanca, 3. Sultan Khan                       |
| 1937    | Margate 1937           | Margate           | 4,0  | 9      | 3     | 2      | 4      | 6.–7.   | 1.–2. Fine a Keres, 3. Aljechin                              |
| 1938    | Lodž 1938              | Lodž              | 3,5  | 15     | 1     | 5      | 9      | 15.     | 1. Pirc, 2. Tartakower, 3.–5. Petrovs, Stahlberg a Eliskases |
| 1938    | Margate 1938           | Margate           | 3,0  | 9      | 2     | 2      | 5      | 9.      | 1. Aljechin, 2. Spielmann, 3. Petrovs                        |
| 1939    | Margate 1939           | Margate           | 2,5  | 9      | 0     | 5      | 4      | 9.      | 1. Keres, 2.–3. Capablanca a Flohr                           |

### Soutěže družstev
Zúčastnila se několika zápasů družstev, ve kterých hráli muži a které byly organizovány tzv. Scheveningským systémem.
| Rok  | Turnaj                   | Místo    | Body | Partie | Výhry | Remízy | Prohry | Pořadí | Medailisté                                  |
| ---- | ------------------------ | -------- | ---- | ------ | ----- | ------ | ------ | ------ | ------------------------------------------- |
| 1929 | Ramsgate 1929            | Ramsgate | 5,0  | 7      | 3     | 4      | 0      | 2.–3.  | 1. Capablanca, 2.–3. Menčíková a Rubinstein |
| 1931 | Antverpy 1931            | Antverpy | 3,0  | 6      | 3     | 0      | 3      | 7.–8.  | 1.–3. Dake, Rubinstein a Yates              |
| 1938 | Anglie – Nizozemsko 1938 | Londýn   | 1,0  | 0      | 0     | 2      | 0      | —      | —                                           |